# 伊勢崎市
伊勢崎市（いせさきし）は、群馬県の南部に位置する市。施行時特例市に指定されている。
1940年（昭和15年）の市制施行当時の区域は旧佐波郡。現在の市域は旧佐波郡（佐位郡・那波郡）・勢多郡（南勢多郡）・新田郡の区域で構成される。人口増加率は県内有数の伸びを示している。東に隣接する太田市（人口は約22万人・県下3位）と僅かの差で拮抗しており、両市とも人口は増加している。

## 概要
戦国時代、那波顕宗の領地であった赤石の地を金山城城主由良成繁が奪い、この地に伊勢宮（現存しない）を建てたことで、いつしか赤石の地名が伊勢崎となったといわれる。
江戸時代には、稲垣長茂が1万石として入封し伊勢崎藩が立藩、城下町が形成されるに至った。2代重綱の代に越後へ転封となり、前橋藩酒井忠行の次男酒井忠能が2万2500石として入封。忠能も小諸へ転封となり、前橋藩酒井忠清の次男酒井忠寛が2万石として入封した。以降、幕末まで忠寛の家系9代忠彰まで続いた。
江戸時代には絹の生産が盛んであった。江戸時代には太織として関西に出荷されるに至っていた。明治期には「伊勢崎縞」として名をはせ、大正期には銘仙が一世風靡した。隣接する桐生市と並び絹織物（伊勢崎銘仙）が有名となり、「上毛かるた」では、「め」の札に「銘仙織出す　伊勢崎市」として採録された。戦後はウール絣など新たな技法が生まれた。昭和50年、伊勢崎織物組合の規定する織物を「伊勢崎絣」の名で国の伝統的工芸品の指定を受けた。今では銘仙は製作されていない。
現在は市の積極的な誘致により郊外に広大な工場が建設され、北関東有数の工業都市である。製造品出荷額は1兆円を超え、太田市に次いで県内第二位の地位を持つ。
近年は郊外型店舗の進出が著しく、特に伊勢崎オートレース場付近（群馬県道2号前橋館林線沿い）の発展が目立つ。その一方で中心市街の空洞化が進んでいる。
市内にある伊勢崎駅は、東武鉄道の主力路線で大動脈路線である「東武伊勢崎線」の起終点であり、両毛を結ぶJR東日本両毛線の中間駅である。

## 地理
関東平野の北西部に位置し、市内南部を流れる利根川を隔てて埼玉県と隣接する。市の中心部までの距離は群馬県の県庁所在地である前橋市から約15 km、高崎市から20 ㎞、東京都心（日本橋）から約95 km。
- 山：八寸権現山 - 92.3 m
- 河川・橋梁：
  - 利根川：伊勢玉大橋、五料橋、坂東大橋、上武大橋
  - 広瀬川：宮子大橋、龍宮橋、三ツ家橋、新開橋、永久橋、広瀬大橋、競運橋、いせさき大橋、光円橋、豊受橋、武士橋、茂呂大橋
  - 神沢川：神沢橋、木三橋
  - 粕川：赤堀橋、中村橋、宗高橋、天増寺橋、宮前橋、植木橋、新粕川橋、東橋、采女大橋、保泉橋、粕川橋
  - 早川：三ツ木橋
- 湖沼：波志江沼（波志江上沼、波志江下沼）、伊与久沼、五反田池、新沼
- 旧街道筋
  - 日光例幣使街道 - 伊勢崎市域南部を東西に貫いている。西端は利根川の五料橋、東端は早川の三ツ木橋付近。伊勢崎市域内には、柴宿・境宿の2つの宿場町があった。ただし伊勢崎旧市街は通っていない。

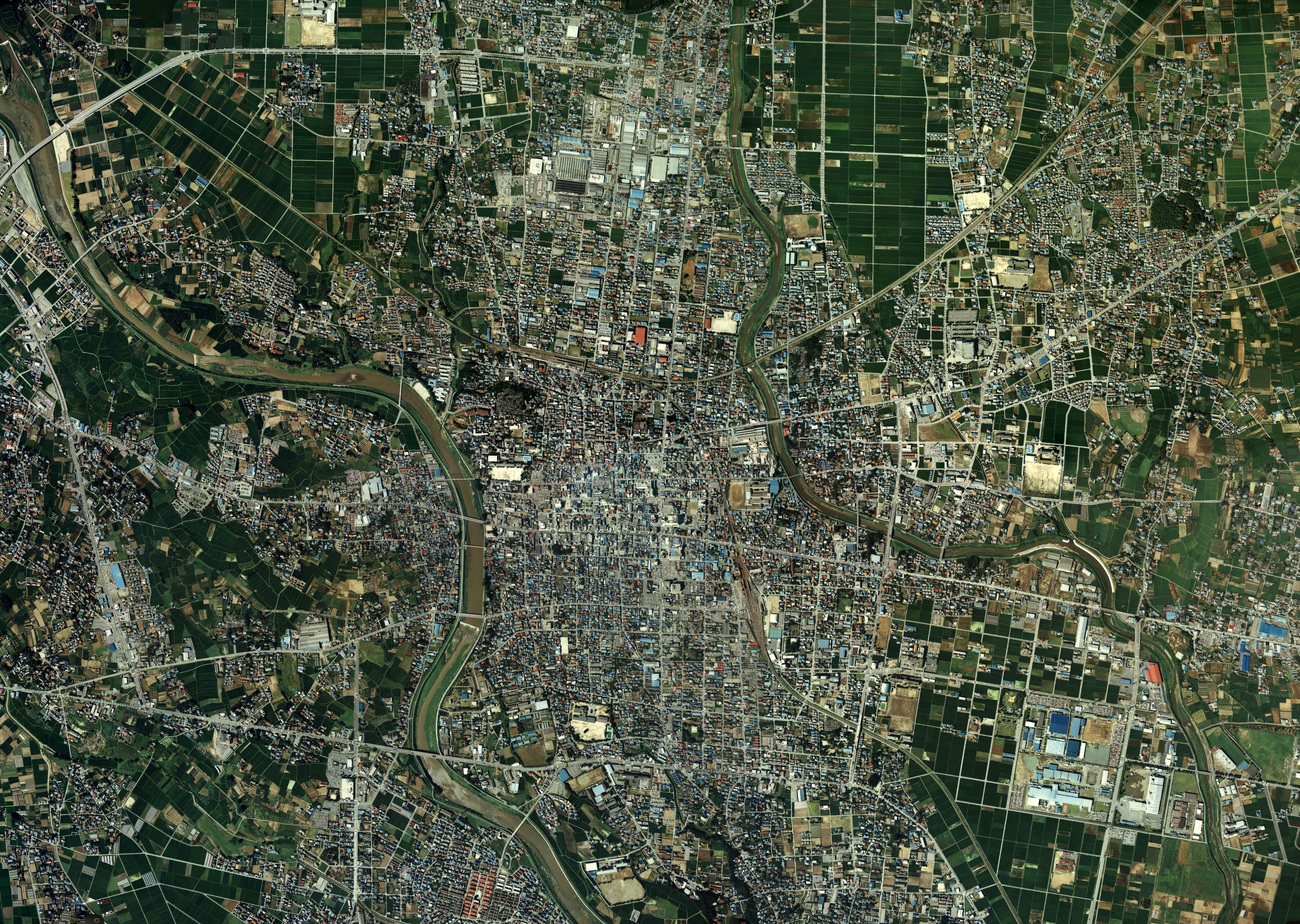
伊勢崎市中心部周辺の空中写真。市街地の西を広瀬川、東を粕川がそれぞれ南流する。1986年撮影の10枚を合成作成。
。

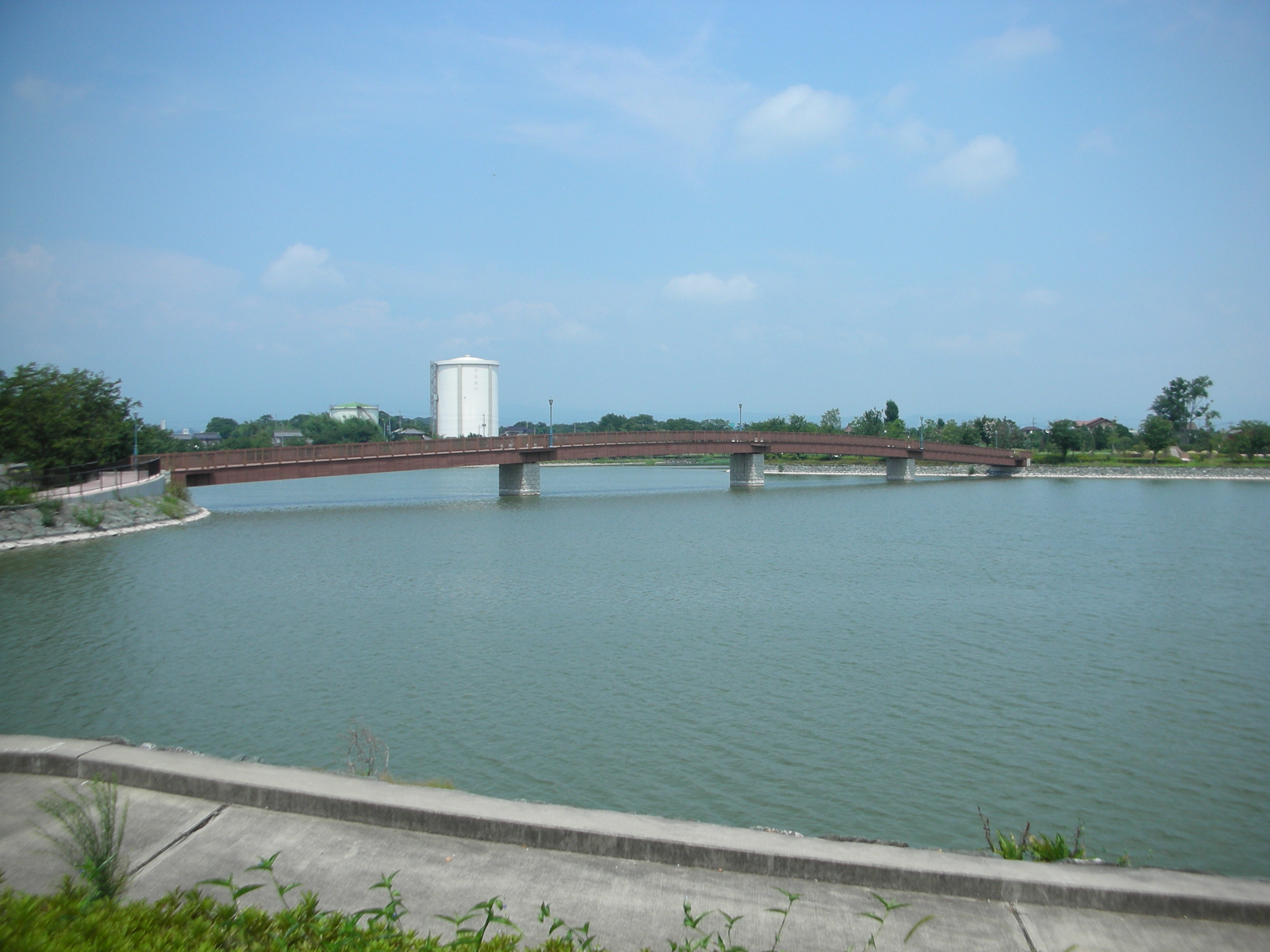
波志江沼

## 気候
- 2025年8月5日には観測史上、国内最高となる41.8℃を記録した。この日は隣接する桐生市でも日本最高気温タイとなる41.2℃（同年7月30日に兵庫県丹波市で記録）を記録しており、同日中に塗り替えられた記録である。
- 2022年6月25日に最高気温が40.2℃に到達。同年6月29日にも40.0℃に到達した。日本国内で6月に40℃台を記録した唯一の地点である。
- 最低 - -6.8℃（2001年1月15日、2021年1月10日） - アメダス移転による記録切断前を含めると最低-8.5℃（1981年2月27日）が低温記録となる
- 日最大降水量 - 258.5mm（2011年9月1日）
- 最大瞬間風速 - 26.8m（2018年10月1日）
- 夏日最多日数 - 158日（2024年）
- 真夏日最多日数 - 98日（2023年）
- 猛暑日最多日数 - 42日（2023年）
- 熱帯夜最多日数 - 49日（2024年）
- 冬日最多日数 - 68日（2005年） - アメダス移転による記録切断前を含めると108日（1984年）が最多となる。

| 伊勢崎市の気候                                                   | 伊勢崎市の気候 | 伊勢崎市の気候 | 伊勢崎市の気候 | 伊勢崎市の気候 | 伊勢崎市の気候 | 伊勢崎市の気候 | 伊勢崎市の気候 | 伊勢崎市の気候 | 伊勢崎市の気候 | 伊勢崎市の気候 | 伊勢崎市の気候 | 伊勢崎市の気候 | 伊勢崎市の気候   |
| 月                                                               | 1月            | 2月            | 3月            | 4月            | 5月            | 6月            | 7月            | 8月            | 9月            | 10月           | 11月           | 12月           | 年               |
| ---------------------------------------------------------------- | -------------- | -------------- | -------------- | -------------- | -------------- | -------------- | -------------- | -------------- | -------------- | -------------- | -------------- | -------------- | ---------------- |
| 最高気温記録 °C （°F）                                           | 18.6 (65.5)    | 25.4 (77.7)    | 28.0 (82.4)    | 31.5 (88.7)    | 36.0 (96.8)    | 40.2 (104.4)   | 40.3 (104.5)   | 41.8 (107.2)   | 39.0 (102.2)   | 33.5 (92.3)    | 27.9 (82.2)    | 25.4 (77.7)    | 41.8 (107.2)     |
| 平均最高気温 °C （°F）                                           | 9.4 (48.9)     | 10.4 (50.7)    | 14.0 (57.2)    | 19.6 (67.3)    | 24.9 (76.8)    | 27.6 (81.7)    | 31.2 (88.2)    | 32.5 (90.5)    | 28.2 (82.8)    | 22.3 (72.1)    | 16.8 (62.2)    | 11.8 (53.2)    | 20.7 (69.3)      |
| 日平均気温 °C （°F）                                             | 4.1 (39.4)     | 4.9 (40.8)     | 8.4 (47.1)     | 13.7 (56.7)    | 19.1 (66.4)    | 22.6 (72.7)    | 26.3 (79.3)    | 27.4 (81.3)    | 23.5 (74.3)    | 17.6 (63.7)    | 11.6 (52.9)    | 6.3 (43.3)     | 15.5 (59.9)      |
| 平均最低気温 °C （°F）                                           | −0.6 (30.9)    | 0.0 (32)       | 3.1 (37.6)     | 8.2 (46.8)     | 13.9 (57)      | 18.5 (65.3)    | 22.4 (72.3)    | 23.5 (74.3)    | 19.8 (67.6)    | 13.6 (56.5)    | 6.8 (44.2)     | 1.5 (34.7)     | 10.9 (51.6)      |
| 最低気温記録 °C （°F）                                           | −6.8 (19.8)    | −5.6 (21.9)    | −4.2 (24.4)    | −0.6 (30.9)    | 5.6 (42.1)     | 11.6 (52.9)    | 16.5 (61.7)    | 16.5 (61.7)    | 9.3 (48.7)     | 3.1 (37.6)     | −2.5 (27.5)    | −5.6 (21.9)    | −6.8 (19.8)      |
| 降水量 mm （inch）                                               | 28.8 (1.134)   | 25.3 (0.996)   | 49.8 (1.961)   | 73.8 (2.906)   | 99.3 (3.909)   | 139.9 (5.508)  | 190.4 (7.496)  | 169.9 (6.689)  | 184.4 (7.26)   | 149.7 (5.894)  | 43.0 (1.693)   | 27.1 (1.067)   | 1,176.5 (46.319) |
| 平均降水日数 （≥1.0 mm）                                         | 2.9            | 3.6            | 6.6            | 7.8            | 9.4            | 11.7           | 14.3           | 10.8           | 11.5           | 8.8            | 5.3            | 3.7            | 96.0             |
| 平均月間日照時間                                                 | 217.9          | 201.0          | 211.3          | 205.8          | 201.9          | 140.7          | 149.5          | 169.5          | 138.6          | 153.4          | 177.1          | 203.3          | 2,177            |
| 出典：気象庁（平均値：1998年 - 2020年、気温極値：1998年 - 現在） |                |                |                |                |                |                |                |                |                |                |                |                |                  |

## 隣接している自治体
- 群馬県
  - 前橋市、桐生市、太田市、みどり市、佐波郡玉村町
- 埼玉県
  - 本庄市、深谷市

## 歴史

市域の変遷

### 町村制施行当時の町村
旧・伊勢崎市
- 佐波郡
  - 旧・佐位郡
    - 伊勢崎町（単独町制）
    - 三郷村 ← 波志江村、安堀村、太田村
    - 殖蓮村 ← 上植木村、下植木村、八寸村の一部
    - 茂呂村 ← 茂呂村、今泉村

  - 旧・那波郡
    - 豊受村 ← 東飯島村、国領村、上蓮沼村、長沼村、下道寺村、下蓮沼村、馬見塚村、富塚村、大正寺村、除ヶ村（現伊勢崎市）
    - 名和村 ← 戸谷塚村、中町、柴町、北今井村、山王堂村、韮塚村、八斗島村、阿弥大寺村、堀口村、下福島村（現伊勢崎市）
    - 宮郷村 ← 田中村、西上ノ宮村、東上ノ宮村、宮古村、今村、連取村、田中島村、宮子村（現伊勢崎市）

旧・赤堀町
- 佐波郡
  - 旧・佐位郡
    - 赤堀村 ← 今井村、下触村、五目牛村、堀下村、市場村、野村、西久保村、曲沢村、間野谷村、香林村、西野村および南勢多郡磯村

旧・東村
- 佐波郡
  - 旧・佐位郡
    - 東村 ← 東小保方村、西小保方村、田部井村、国定村、上田村、八寸村の一部

旧・境町
- 佐波郡
  - 旧・佐位郡
    - 境町 ← 境町および下武士村の一部、新田郡境村の一部
    - 采女村 ← 上淵名村、下淵名村、東新井村、伊与久村、木島村、百々村
    - 剛志村 ← 保泉村、上武士村、下武士村、中島村、小此木村および下武士村の大部分
    - 島村（単独村制）
- 新田郡
  - 世良田村 ← 世良田村、出塚村、小角田村、徳川村、上矢島村、西今井村、三ツ木村、女塚村、米岡村、平塚村、および境村の大部分（世良田、小角田、徳川、粕川、出塚は現太田市尾島地域）

### 沿革
旧・伊勢崎市
- 1940年（昭和15年）
  - 9月13日 : 佐波郡伊勢崎町・殖蓮村・茂呂村が合併し、伊勢崎市が誕生。県内4番目の市になる。（人口40,004人）
  - 11月10日 : 朝日新聞社の後援により「伊勢崎市歌」を制定。
- 1945年（昭和20年）8月14日 - 8月15日 : 米軍による伊勢崎空襲。市街地の約40%が被災。死者29人。
- 1947年（昭和22年）9月15日 : カスリーン台風による水害。死者40人。
- 1955年（昭和30年）
  - 1月10日 : 佐波郡三郷村を編入。
  - 3月25日 : 佐波郡宮郷村・名和村・豊受村を編入。
- 1973年（昭和48年） 5月26日 : 前橋市から下増田町の一部を編入。同日、宮子町の一部を前橋市に編入（境界変更）。
- 1975年（昭和50年） 5月31日 : 前橋市から東善町、玉村町から大字飯塚、大字藤川の各一部を編入。同日稲荷町の一部を前橋市、玉村町にそれぞれ編入（境界変更）。
- 1976年（昭和51年）
  - 4月1日 : 玉村町から大字五料の一部を編入（境界変更）。
  - 7月24日 : 登録人口が10万人を突破。
- 1983年（昭和58年）
  - 2月28日 : 前橋市から東大室町、飯土井町の各一部を編入。同日波志江町の一部を前橋市に編入（境界変更）。
  - 10月16日 - 昭和天皇が市役所に行幸（群馬県で開催された国民体育大会に出席のため来県中）[3]。
- 1990年（平成2年）9月13日 : 市制施行50周年、市民憲章・市民の歌「歩いてみたい」を制定。
- 1993年（平成5年） 8月20日 : 前橋市から下増田町の一部を編入。同日宮子町の一部を前橋市に編入（境界変更）。
- 2001年（平成13年）3月31日 : 北関東自動車道の高崎JCT - 伊勢崎IC間が開通。
- 2005年（平成17年）
  - 1月1日 : 佐波郡境町・東村・赤堀町と新設合併し、新・伊勢崎市となり消滅。

新・伊勢崎市
- 2005年（平成17年）
  - 1月1日 : 旧伊勢崎市、佐波郡赤堀町、東村、境町の1市2町1村が新設合併し、新たに伊勢崎市となる。
  - 5月9日 : 群馬県の同意を得て、景観法に基づく県内初の景観行政団体となる。
- 2007年（平成19年）4月1日 : 特例市に移行。（隣接する太田市も同日に移行。）
- 2014年（平成26年）6月21日 : 田島弥平旧宅（市内境島村）が「富岡製糸場と絹産業遺産群」の構成遺産として世界遺産に登録される。

### 地名の由来
永禄4年（1561年）に由良成繁が赤石城を攻め落とし、赤石郷の一部を伊勢神宮に寄進して、伊勢宮を守護神として奉った。以来、「伊勢の前（いせのさき）」と呼ばれるようになり、転じて「伊勢の崎」、「伊勢崎」となったとされる。
読み方は清音の「いせさき」が正しく、「いせざき」は誤り。しばしば混同されるのは横浜市中区の「伊勢佐木町」（明治7年（1874年）〜）で、こちらは「いせざき」と読む。また、高知県高知市の「伊勢崎町」は同じ漢字であるが「いせざき」と読む。

### 住所表記
- 旧伊勢崎市は変更なし
- 旧赤堀町、旧東村は以前の大字名に町が付く（※ ただし、旧赤堀町鹿島は鹿島町（殖蓮地区）と重複してしまうため、赤堀鹿島町に変更、旧赤堀町今井は今井町（名和地区）と重複してしまうため赤堀今井町となる）。
  - 例:佐波郡赤堀町大字西久保 → 伊勢崎市西久保町（この後に1丁目などが付く。）
- また、旧東村東小保方は小泉町、東小保方町、平井町、東町、八寸町、三室町の6町に分かれた。（東小保方町以外は小字名であった。）
  - 例:佐波郡東村大字東小保方字三室 → 伊勢崎市三室町
- 旧境町は境の後に旧大字名が付く。(旧境町大字境は「境」が重複してしまうため大字の字句が取り外された以外そのまま。)
  - 例：佐波郡境町百々 → 伊勢崎市境百々

### 災害
- 1947年9月 - カスリーン台風の集中豪雨により、広瀬川と粕川が決壊。伊勢崎市が広範囲に水没した。死亡100人以上、200戸以上が流出、200戸以上が全壊[5]。

## 人口
人口は約21万人。人口増加率は県内有数の伸びを示している。東に隣接する太田市（人口は約22万人・県下3位）と僅かの差で拮抗しており、両市とも人口は増加している。
隣接する太田市や大泉町と共に、市内にはペルー人やブラジル人が多く在住しており、2022年（令和4年）12月末時点で14,045人、全人口の15%を占める。この数は県内の自治体では最も多く、県内の外国人登録者数の約5分の1を占める。2015年頃のペルー人の人口は、全国の在日ペルー人の5%にあたる2,300人。
| |                                          |  |
| 伊勢崎市と全国の年齢別人口分布（2005年） | 伊勢崎市の年齢・男女別人口分布（2005年） |  |
| ■紫色 ― 伊勢崎市 ■緑色 ― 日本全国 | ■青色 ― 男性 ■赤色 ― 女性                |  |
| 伊勢崎市（に相当する地域）の人口の推移 \| 1970年（昭和45年） \| 137,118人 \| \| \| 1975年（昭和50年） \| 147,116人 \| \| \| 1980年（昭和55年） \| 159,069人 \| \| \| 1985年（昭和60年） \| 168,559人 \| \| \| 1990年（平成2年） \| 175,254人 \| \| \| 1995年（平成7年） \| 184,420人 \| \| \| 2000年（平成12年） \| 194,393人 \| \| \| 2005年（平成17年） \| 202,447人 \| \| \| 2010年（平成22年） \| 207,221人 \| \| \| 2015年（平成27年） \| 208,814人 \| \| \| 2020年（令和2年） \| 211,850人 \| \| |                                          |  |
| 総務省統計局 国勢調査より |                                          |  |
| 1970年（昭和45年） | 137,118人                                |  |
| 1975年（昭和50年） | 147,116人                                |  |
| 1980年（昭和55年） | 159,069人                                |  |
| 1985年（昭和60年） | 168,559人                                |  |
| 1990年（平成2年） | 175,254人                                |  |
| 1995年（平成7年） | 184,420人                                |  |
| 2000年（平成12年） | 194,393人                                |  |
| 2005年（平成17年） | 202,447人                                |  |
| 2010年（平成22年） | 207,221人                                |  |
| 2015年（平成27年） | 208,814人                                |  |
| 2020年（令和2年） | 211,850人                                |  |

- 世帯数：93,922 世帯（2022年（令和4年）12月31日）
- 人口密度：1,521.38人/km2（2022年（令和4年）12月31日）[6]

## 行政

### 市長
- 臂泰雄（ひじ やすお、2021年1月23日就任、1期目）

### 歴代市長
旧・伊勢崎市
| 代   | 氏名       | 就任年月日                | 退任年月日                 |
| ---- | ---------- | ------------------------- | -------------------------- |
| 初代 | 板垣源四郎 | 1940年（昭和15年）11月9日 | 1946年（昭和21年）11月16日 |
| 2    | 斎藤弥三郎 | 1947年（昭和22年）4月10日 | 1951年（昭和26年）4月4日   |
| 3    | 大澤三郎   | 1951年（昭和26年）5月1日  | 1955年（昭和30年）4月12日  |
| 4    | 久保田三郎 | 1955年（昭和30年）5月2日  | 1959年（昭和34年）5月1日   |
| 5    | 下城義三郎 | 1959年（昭和34年）5月2日  | 1962年（昭和38年）5月1日   |
| 6    | 中澤豊七   | 1962年（昭和38年）5月2日  | 1967年（昭和42年）5月1日   |
| 7    | 下城義三郎 | 1967年（昭和42年）5月2日  | 1970年（昭和45年）4月30日  |
| 8    | 下城雄策   | 1970年（昭和45年）5月7日  | 1993年（平成5年）1月17日   |
| 9    | 高橋基樹   | 1993年（平成5年）3月1日   | 2001年（平成13年）2月27日  |
| 10   | 矢内一雄   | 2001年（平成13年）2月28日 | 新市制施行後も継続         |

新・伊勢崎市
| 代 | 氏名       | 就任年月日                | 退任年月日                |
| -- | ---------- | ------------------------- | ------------------------- |
| 1  | 矢内一雄   | 旧伊勢崎市から継続        | 2009年（平成21年）1月22日 |
| 2  | 五十嵐清隆 | 2009年（平成21年）1月23日 | 2021年（令和3年）1月22日  |
| 3  | 臂泰雄     | 2021年（令和3年）1月23日  | 現職                      |

### 市役所支所
- 赤堀支所（西久保町1-64-5、旧・赤堀町役場）
- あずま支所（東町2668-1、旧・東村役場）
- 境支所（境637、旧・境町役場）

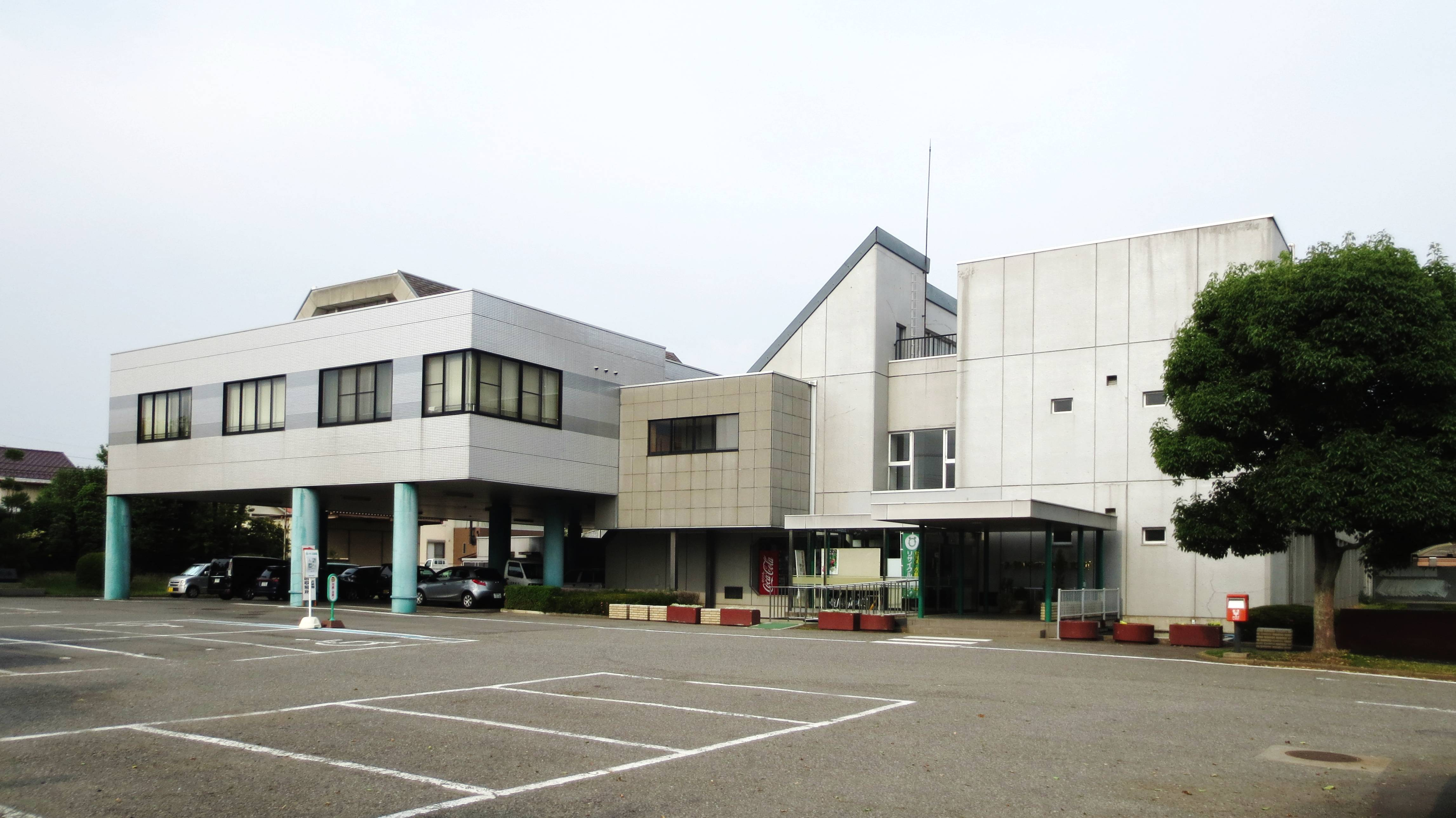
赤堀支所
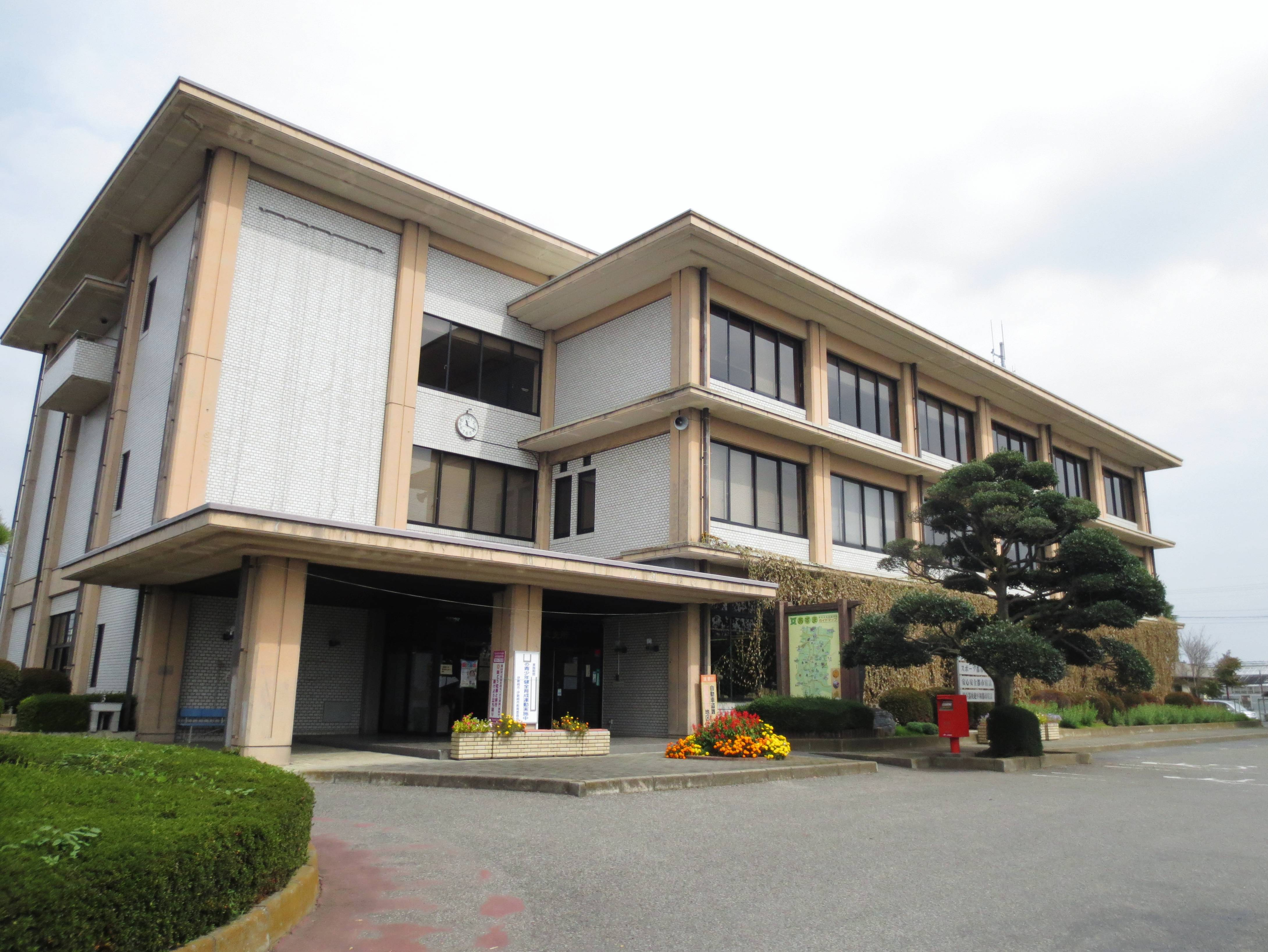
あずま支所
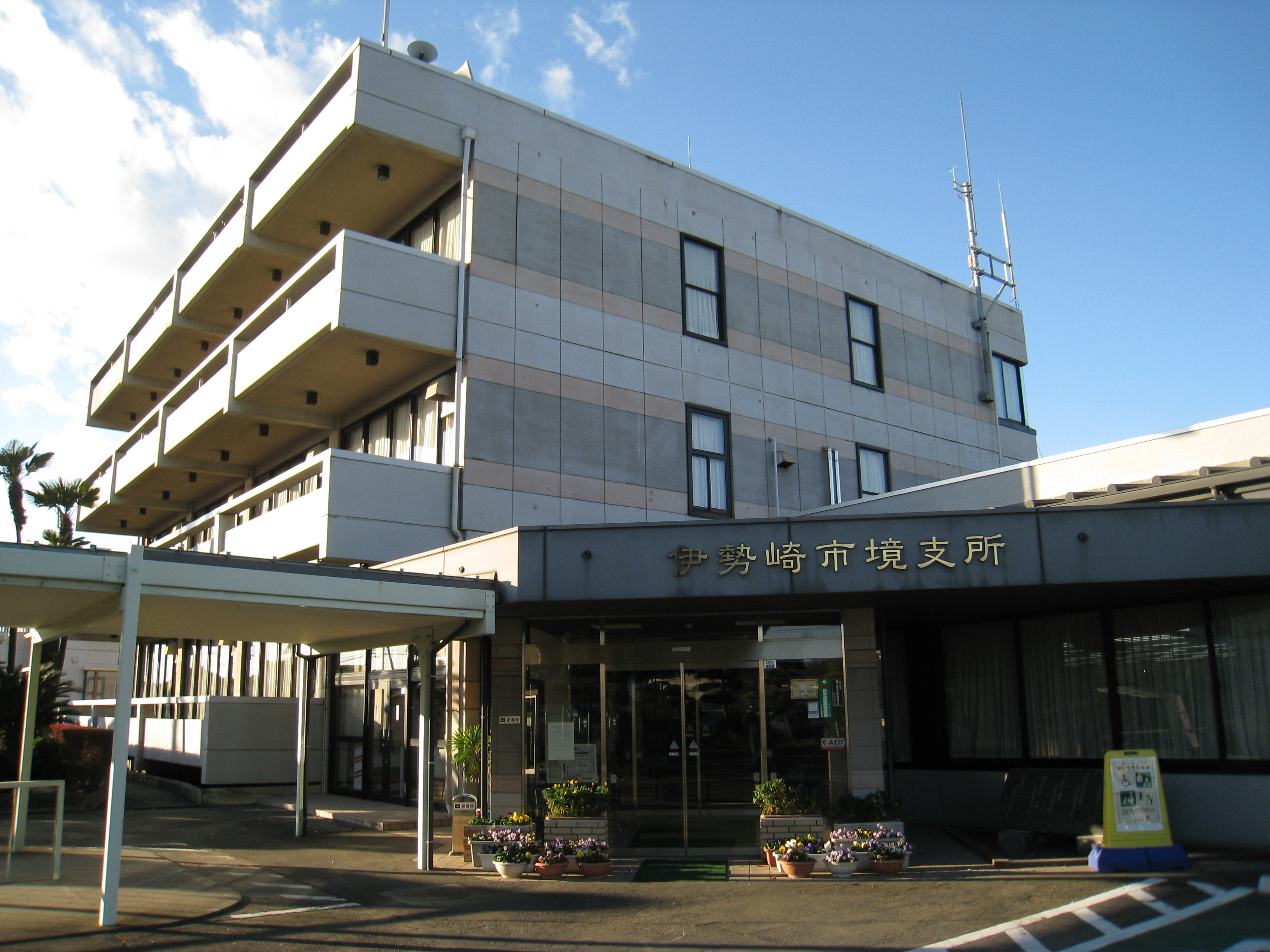
境支所

### 裁判所
- 伊勢崎簡易裁判所（今泉町1-1216-1） - 伊勢崎市、佐波郡玉村町を管轄。

### 国の出先機関
- 国土交通省関東地方整備局利根川上流河川事務所八斗島出張所（八斗島町乙913）
- 厚生労働省
  - 前橋労働基準監督署伊勢崎分庁舎（下植木町517）
  - 伊勢崎職業安定所（太田町554-10）
- 国税庁伊勢崎税務署（鹿島町562-1）
- 法務省前橋地方法務局伊勢崎支局（太田町554-10）

### 警察
- 群馬県伊勢崎警察署（鹿島町534-1） - 伊勢崎市、佐波郡玉村町を管轄。
  - 境分庁舎（境美原15番地5）- 旧・境警察署、境交番併設
  - いせさき大橋交番（伊勢崎市茂呂町一丁目422番地6）
  - 駅前交番（曲輪町6番12号）
  - 宮前町交番（宮前町41番）
  - 八斗島町交番（八斗島町139番地）
  - あずま交番（国定町二丁目1795番地1）
  - みやこ交番（宮子町3426番2）
  - 下触駐在所（下触町916番地2）
  - 西久保駐在所（西久保町二丁目94番地2）
  - 波志江駐在所（波志江町2143番地1）
  - 堀口駐在所（堀口町112番地2）
  - 馬見塚駐在所（馬見塚町816番地6）
  - 宮郷駐在所（田中島町1163番地）
  - 下武士駐在所（境下武士198番地1）
  - 伊与久駐在所（境伊与久748番地）
  - 下渕名駐在所（境下渕名2878番地5）
  - 平塚駐在所（境平塚1212番地2）

### 消防
- 伊勢崎市消防本部（上泉町2-895番地） - 伊勢崎市、佐波郡玉村町を管轄。
  - 伊勢崎消防署 - 北分署、南分署、西分署
  - 赤堀消防署
  - 東消防署
  - 境消防署

## 立法

### 県議会
- 選挙区：伊勢崎市選挙区
- 定数：5名
- 任期：2023年（令和5年）4月30日 - 2027年（令和9年）4月29日[9]

| 議員名       | 会派名       | 備考             |
| ------------ | ------------ | ---------------- |
| 大和勲       | 自由民主党   |                  |
| 加賀谷富士子 | リベラル群馬 | 党籍は立憲民主党 |
| 須永聡       | 自由民主党   |                  |
| 井下泰伸     | 自由民主党   |                  |
| 斉藤優       | 自由民主党   |                  |

### 衆議院
- 任期 ： 2024年（令和6年）10月27日 - 2028年（令和10年）10月26日（「第50回衆議院議員総選挙」参照）

| 選挙区                                            | 議員名   | 党派名     | 当選回数 | 備考   |
| ------------------------------------------------- | -------- | ---------- | -------- | ------ |
| 群馬県第2区（伊勢崎市、桐生市、みどり市、佐波郡） | 井野俊郎 | 自由民主党 | 5        | 選挙区 |

## 経済

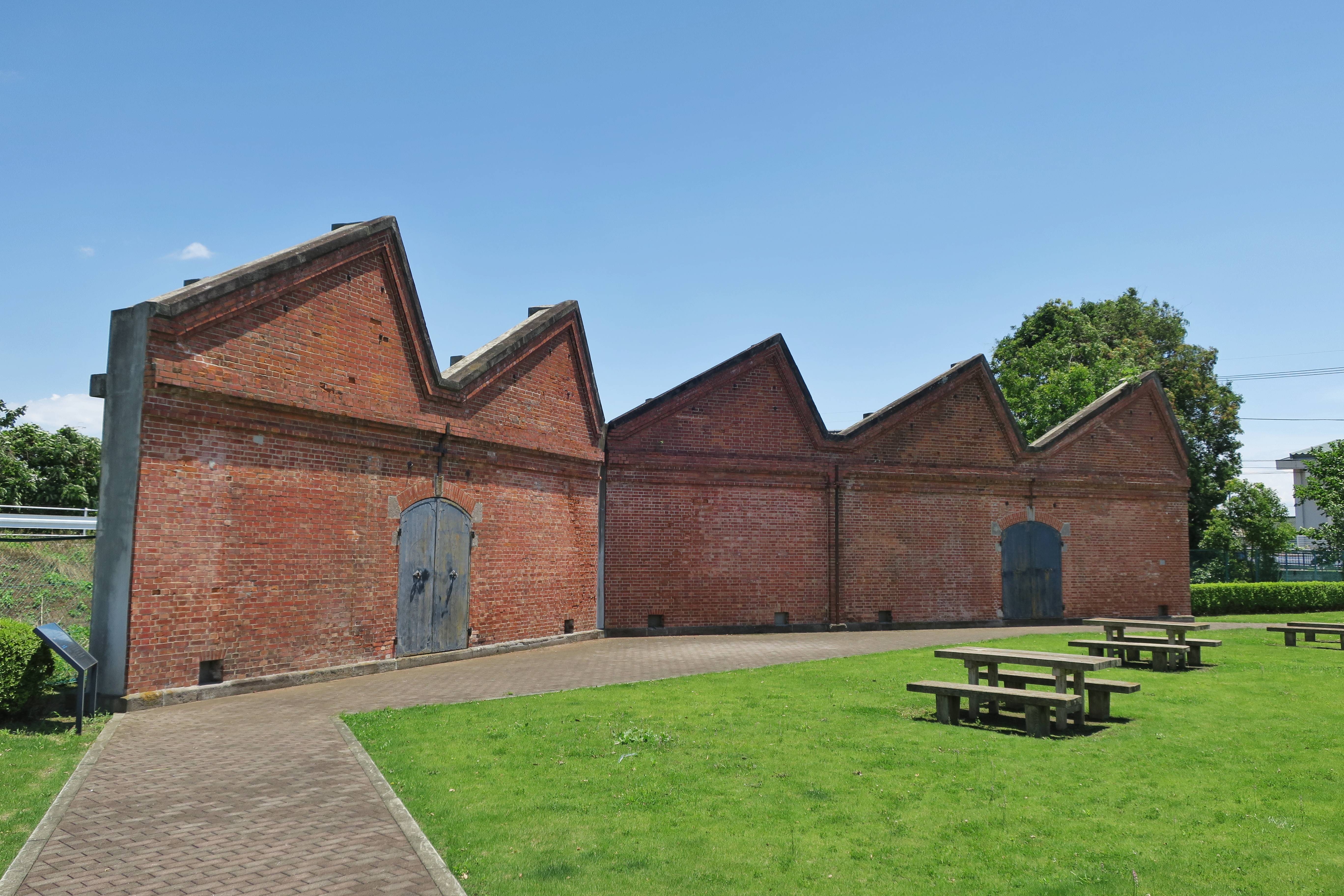
スバル360誕生の地（平和町）

### 工業

#### 主な企業
- 東証プライム上場
  - サンデン（寿町）〔自動車用コンプレッサー・冷凍・冷蔵ショーケースなどを製造するグループの持株会社〕
- 東証スタンダード上場
  - ワークマン（柴町）〔作業服・作業関連商品を扱う専門店チェーン〕
- 非上場
  - 明星電気（長沼町）〔気象観測機器、地震計、計測機器などのメーカー〕
  - まるか食品（戸谷塚町）〔「ペヤングソースやきそば」でお馴染みの食品会社〕
  - 岩瀬産業（下植木町）〔機械工具、伝動装置、油空圧機器などの卸販売〕

#### 主な事業所
- 八斗島（やったじま）工業団地
  - 日本プラスト伊勢崎工場（八斗島町）
  - サンデン八斗島事業所（八斗島町）
  - レゾナック伊勢崎事業所（旧昭和高分子伊勢崎工場）（富塚町）
- 南部工業団地
  - デンカ伊勢崎工場（長沼町）
  - 明治（旧明治乳業）群馬工場（長沼町）
  - エバラ食品工業群馬工場（長沼町）
  - パイロットコーポレーション伊勢崎工場
- 南部第二工業団地
  - 吉野工業所伊勢崎工場（飯島町）
- 南部第三工業団地
  - パイロットコーポレーション伊勢崎第二工場
- 伊勢崎三和工業団地
  - SANKYO三和工場（三和町）
  - オリンピア群馬工場（三和町）
  - メロディアン関東工場（三和町）
- 境上武工業団地
  - 積水化学工業群馬工場（境上渕名）
  - 日本電池群馬工場（境上矢島）
  - 白十字群馬第一工場（境）、群馬第二工場（境上矢島）
- 佐波第一工業団地
  - 沖電線群馬工場（境伊与久）
- 境北部工業団地
  - 倉敷紡績群馬工場（境東新井）
  - ポッカサッポロフード&ビバレッジ群馬工場（境東新井）
- その他地区
  - 小倉クラッチ赤堀工場（赤堀鹿島町）
  - 日立製作所オートモティブシステムグループ（粕川町）
  - 山崎製パン伊勢崎工場（粕川町）
  - SUBARU群馬製作所伊勢崎工場（末広町）
  - オートアールズ流通センター（日乃出町）〔ベイシアグループのカー用品専門店チェーン。元本社〕
  - 旭化成株式会社　赤堀工場（野町）

### 商業
- ショッピングセンター
  - スーパーモールいせさき（宮子町）
  - 西友楽市伊勢崎茂呂（南千木町）
  - ハイパーモールメルクス（宮子町）
  - 伊勢崎ショッピングモール（平和町）
  - パウいせさき（上泉町）
  - フォリオ赤堀（曲沢町）
  - フォリオ安堀（安堀町）
  - 伊勢崎寿モール（寿町）
  - スマーク伊勢崎（西小保方町）
- スーパーマーケット

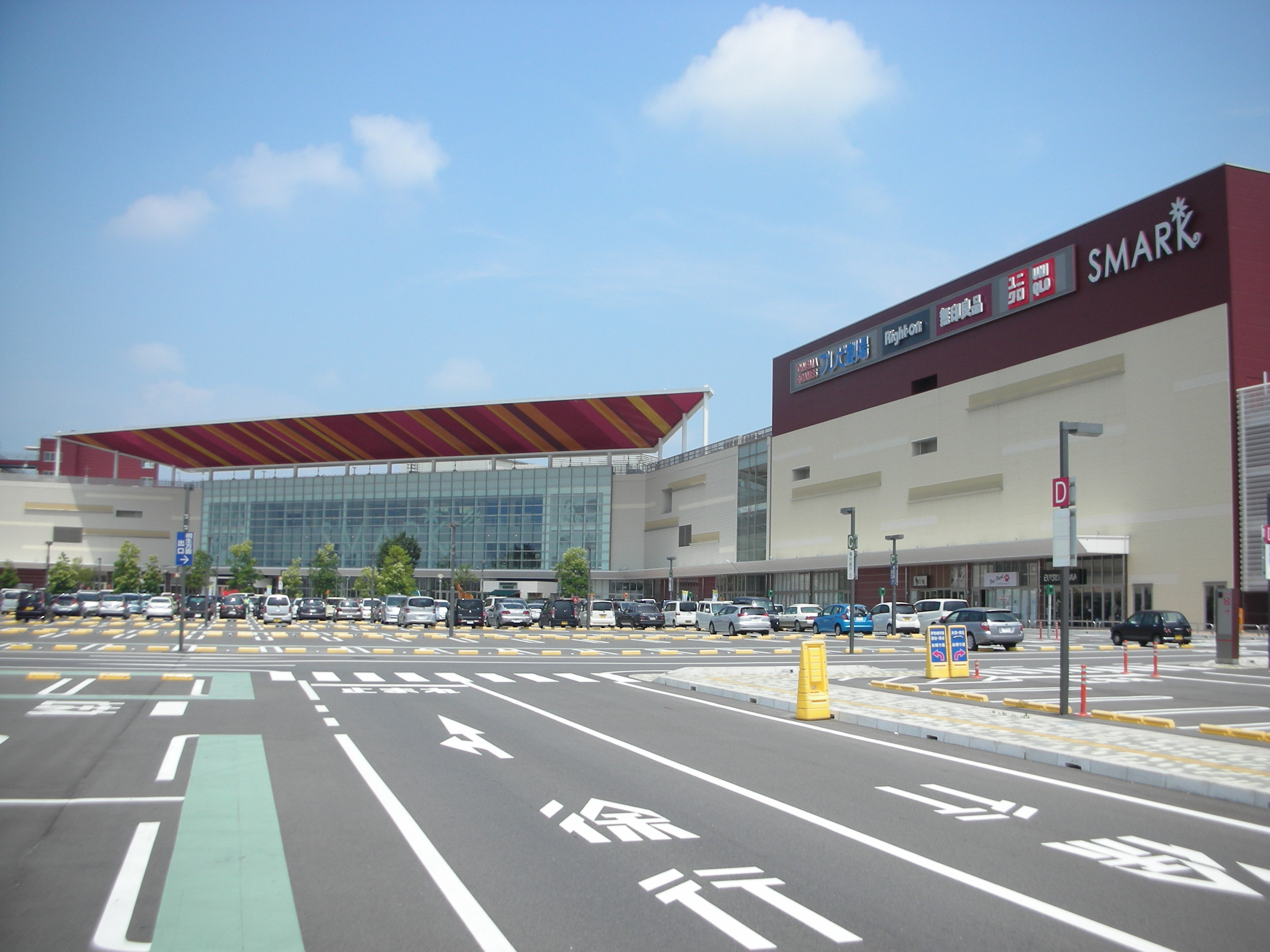
スマーク伊勢崎

  - ベイシア西部モール店（宮子町）、バイパス店（連取町）、あかぼりモール店（市場町）、伊勢崎駅前店（曲輪町）、ベイシアマート伊勢崎国定店（上田町）、オトナリマート伊勢崎ひろせ店（ひろせ町）
  - 西友楽市伊勢崎茂呂店（南千木町）
  - ヤオコースマーク伊勢崎店（西小保方町）
  - ベルク伊勢崎美茂呂店（美茂呂町）、伊勢崎寿店（寿町）
  - とりせん平和町店（平和町）、茂呂店（茂呂町）
  - フレッセイ境町店（境百々東）、フォリオ赤堀店（曲沢町）、フォリオ安堀店（安堀町）、田部井店（田部井町）、クラシーズ連取店（連取町）、富塚店（富塚町）、境南店（境）
  - ジョイフーズ伊勢崎上諏訪店（上諏訪町）
  - やましろやにらづか店（韮塚町）、つなとり店（連取町）、あずま店（東町）
  - ロピア伊勢崎店（ハイパーモールメルクス内、宮子町）
  - コープぐんま宮子店（宮子町）
- ホームセンター
  - カインズ伊勢崎店（スーパーモールいせさき内、宮子町）、赤堀店（市場町）、佐波東店（西小保方町）
  - セキチュー伊勢崎茂呂店（南千木町）
  - コメリ伊勢崎店（富塚町）、境店（境女塚）、赤堀店（香林町）
  - ニトリ伊勢崎店（連取町）
- ディスカウントストア
  - Mr MAX伊勢崎店（ハイパーモールメルクス内、宮子町）
  - ドン・キホーテ伊勢崎店（パウいせさき内、上泉町）
  - MEGAドン・キホーテUNY伊勢崎東店（三室町）
  - TRIALスーパーセンター伊勢崎中央店（連取町）
- 家電量販店
  - ヤマダデンキテックランド伊勢崎店（韮塚町）、テックランド伊勢崎東店（西小保方町）
  - コジマ×ビックカメラスマーク伊勢崎店（西小保方町）
  - ケーズデンキ伊勢崎本店（宮子町）
- コンビニエンスストア（店舗数は2015年10月1日現在）
  - セブン-イレブン 50店舗
  - セーブオン 34店舗
  - ファミリーマート（旧サークルKサンクス系含む） 19店舗
  - ミニストップ 12店舗
  - ローソン　8店舗
  - デイリーヤマザキ 2店舗
  - ヤマザキデイリーストア 2店舗

### サービス業
- 複合映画館
  - MOVIX伊勢崎（スマーク伊勢崎内、西小保方町）
- ファミリーレストラン
  - ガスト伊勢崎店（連取町）、伊勢崎東店（三室町）、群馬境町店（境）、ステーキガスト伊勢崎柳原店（柳原町）
  - バーミヤン伊勢崎連取店（連取店）
  - 夢庵伊勢崎店（東本町）
  - ココス伊勢崎宮前店（宮前町）
  - サイゼリヤ伊勢崎カインズ店（宮子町）、スマーク伊勢崎店（西小保方町）
  - びっくりドンキー伊勢崎店（宮子町）
  - ジョイフル伊勢崎除ヶ町店（除ヶ町）
- ファーストフード店
  - マクドナルド伊勢崎店（連取町）、伊勢崎宮子町店（宮子町）、伊勢崎茂呂店（南千木町）、赤堀西久保店（市場町）、伊勢崎東MEGAドン・キホーテUNY店（三室町）
  - モスバーガー伊勢崎バイパス店（連取町）、伊勢崎華蔵寺前店（堤下町）、伊勢崎南店（堀口町）、スマーク伊勢崎店（西小保方町）
  - ケンタッキーフライドチキン伊勢崎三郷店（太田町）、伊勢崎店（今泉町）、SMARK店（西小保方町）
  - ロッテリア伊勢崎カインズ店（宮子町）
  - ミスタードーナツ伊勢崎宮子ショップ（宮子町）、スマーク伊勢崎ショップ（西小保方町）
  - バーガーキングSMARK店（西小保方町）

### 金融
- 地方銀行
  - 群馬銀行 伊勢崎支店、境支店、赤堀支店、あずま支店など
  - 足利銀行 伊勢崎支店など
- 第二地方銀行
  - 東和銀行 伊勢崎支店、伊勢崎東支店、伊勢崎西支店、境支店
- 信用金庫
  - アイオー信用金庫(本店:伊勢崎市中央町20番17号)
  - 桐生信用金庫 伊勢崎支店など
  - しののめ信用金庫（旧ぐんま信用金庫） 伊勢崎支店
- 信用組合
  - あかぎ信用組合 伊勢崎営業部、豊受支店、赤堀支店、うえはす支店、宮子支店
  - ぐんまみらい信用組合 東群馬営業部、伊勢崎支店
- 労働金庫
  - 中央労働金庫 伊勢崎支店
- 農業協同組合
  - 佐波伊勢崎農業協同組合
- ATMのみ設置の金融機関
  - みずほ銀行　スマーク伊勢崎出張所
  - ゆうちょ銀行
  - セブン銀行
  - りそな銀行　ベイシア西部モール出張所
- 証券会社
  - 内藤証券 伊勢崎支店
  - 成瀬証券 群馬支店
  - 丸三証券 伊勢崎支店

### 特産品

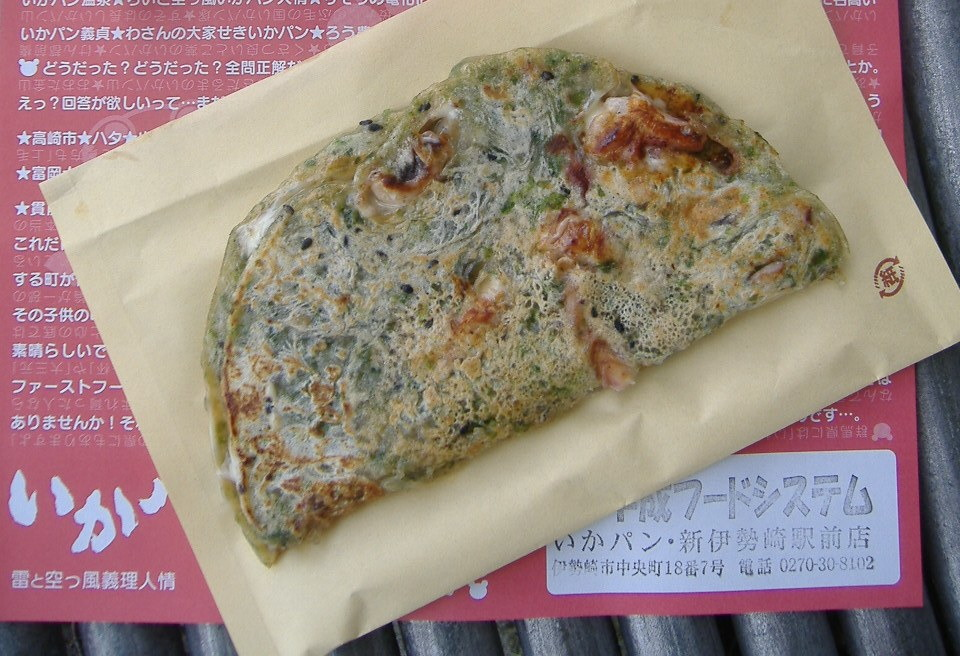
いかパン

- 伊勢崎絣
- 焼きまんじゅう
- 伊勢崎もんじゃ
- いかパン

## 姉妹都市・提携都市

### 国内
- 長岡市寺泊地域（新潟県、旧三島郡寺泊町）
  - 1986年（昭和61年）友好親善都市提携[10]

### 海外
- スプリングフィールド市（ アメリカ合衆国ミズーリ州）
  - 1986年7月18日姉妹都市提携[11]
- 馬鞍山市 （ 中国安徽省）
  - 1989年（平成元年）11月9日友好都市提携[12]

## 地域

### 町丁・行政区
市内に於ける大字廃止事業は完了しており、市内に大字は存在しない。

#### 伊勢崎地域（旧佐波郡伊勢崎町）

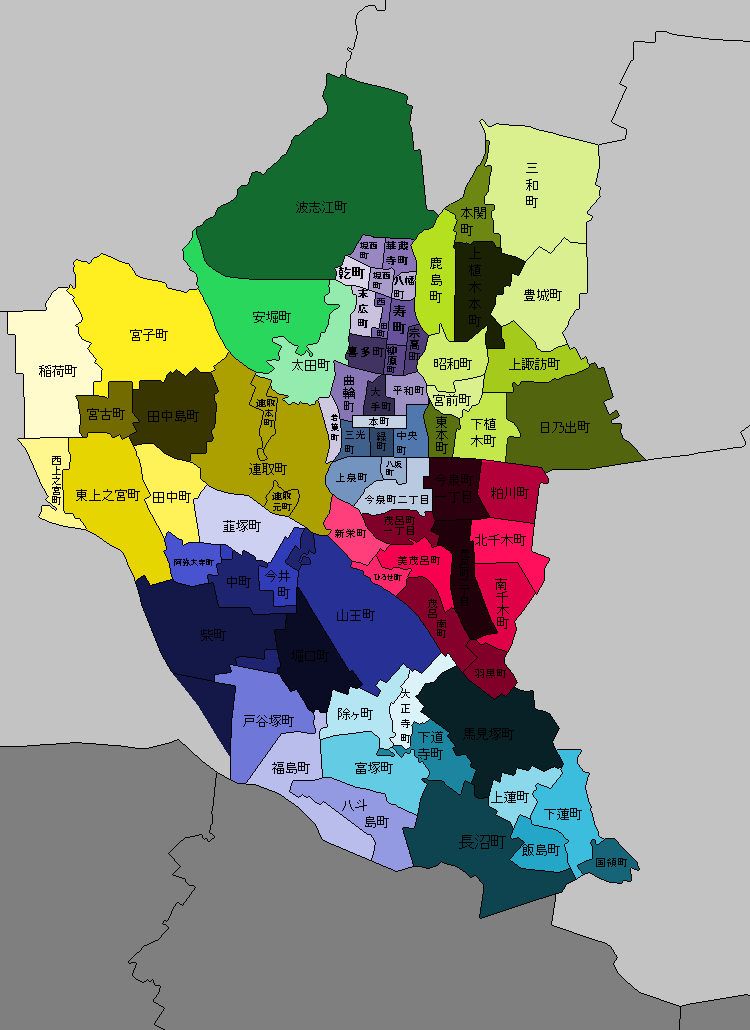

##### 北地区
- 喜多町（きたまち）
  - 佐波郡伊勢崎町（紺屋町）→伊勢崎市（喜多町）。372-0056。喜多町区。昭和15年（1940年）に通称町名として成立、昭和45年（1970年）からは正式町名となる。昭和50年（1975年）からは北第二小学校区となる。
- 宗高町（むねたかちょう）
  - 佐波郡伊勢崎町（宗高）→伊勢崎市（宗高町）。372-0053。宗高町区。昭和15年（1940年）改称、1970年正式町名となる。昭和50年（1975年）からは北第二小学校区となる。
- 柳原町（やなぎはらちょう）
  - 伊勢崎市（宗高町）→伊勢崎市（柳原町）。372-0054。柳原町区。昭和17年（1942年）に通称町名として成立、昭和45年（1970年）からは正式町名となる。昭和50年（1975年）からは北第二小学校区となる。
- 寿町（ことぶきちょう）
  - 佐波郡伊勢崎町（中村）→佐波郡伊勢崎町（寿町）→伊勢崎市（寿町）。372-0052。寿町区、末広町区。大正5年（1926年）改称、昭和45年（1970年）からは正式町名となる。昭和50年（1975年）からは北第二小学校区となる。
- 西田町（にしだまち）
  - 佐波郡伊勢崎町（寿町）→伊勢崎市（西田町）。372-0058。寿町区。昭和15年（1940年）通称町名として成立、昭和45年（1970年）からは正式町名となる。昭和50年（1975年）からは北第二小学校区となる。
- 華蔵寺町（けぞうじちょう）
  - 佐波郡伊勢崎町（華蔵寺）→伊勢崎市（華蔵寺町）。372-0003。華蔵寺町区。昭和15年（1940年）通称町名として成立、昭和45年（1970年）からは正式町名となる。昭和50年（1975年）からは北第二小学校区となる。
- 堤西町（つつみにしまち）
  - 佐波郡伊勢崎町（華蔵寺）→伊勢崎市（堤西町）。372-0002。華蔵寺町区。昭和15年（1940年）通称町名として成立、昭和45年（1970年）からは正式町名となる。昭和50年（1975年）からは北第二小学校区となる。
- 堤下町（つつみしたちょう）
  - 佐波郡伊勢崎町（華蔵寺）→伊勢崎市（堤下町）。372-0004。華蔵寺町区、末広町区。昭和15年（1940年）通称町名として成立、昭和45年（1970年）からは正式町名となる。昭和50年（1975年）からは北第二小学校区となる。
- 八幡町（やはたちょう）
  - 佐波郡伊勢崎町（華蔵寺）→伊勢崎市（八幡町）。372-0051。華蔵寺町区。昭和15年（1940年）通称町名として成立、昭和45年（1970年）からは正式町名となる。昭和50年（1975年）からは北第二小学校区となる。
- 末広町（すえひろちょう）
  - 佐波郡伊勢崎町（諏訪）→佐波郡伊勢崎町（末広町）→伊勢崎市（末広町）。372-0057。末広町区。大正13年（1924年）改称、昭和45年（1970年）からは正式町名となる。昭和50年（1975年）からは北第二小学校区となる。
- 乾町（いぬいちょう）
  - 佐波郡伊勢崎町(末広町)→伊勢崎市（乾町）。372-0005。華蔵寺町区、末広町区。昭和15年（1940年）通称町名として成立、昭和45年（1970年）からは正式町名となる。昭和50年（1975年）からは北第二小学校区となる。
- 曲輪町（くるわちょう）
  - 大字無し（上町、泉町および栄町の各一部）、太田町（本郷組）。372-0055。曲輪町一区（1番～12番）、曲輪町二区（13～20番）、曲輪町三区（12番～36番）。昭和42年（1967年）成立。
- 大手町（おおてまち）
  - 伊勢崎市（立花町、紺屋町の各全域および日吉町、新町の各一部）。372-0048大手町一区、（1番、2番、6番～10番、12番（西側））、大手町二区（3番～6番、12番（東側）～14番）、大手町三区（15番～22番）、大手町四区（11番、22番～28番）。昭和42年（1967年）成立。
- 平和町（へいわちょう）
  - 伊勢崎市（桜町、福住町、旭町の各全域）。372-0041。平和町一区（1番～3番、11番～15番）、平和町二区（4番～11番、17番～23番）、平和町三区（16番、24番～27番）。昭和42年（1967年）成立。
- 若葉町（わかばちょう）
  - 伊勢崎市（西園町、川久保町）。372-0811。若葉町一区（1番～14番）昭和42年（1967年）成立。

##### 南地区
- 本町（ほんまち）
  - 伊勢崎市（本町一丁目、本町二丁目、本町三丁目、本町四丁目の各全域および栄町・新町・日吉町・宮本町・南町一丁目の各一部）。372-0047。本町一区（1番～6番、14番、16番～23番）、本町二区（6番～13番、15番）昭和42年（1967年）成立。
- 中央町（ちゅうおうちょう）
  - 伊勢崎市（本町五丁目、東町、幸町の各全域）。372-0042。中央町一区（1番～13番、15番、17番）、中央町二区（14番、16番、18番、22番、23番、28番～30番）、中央町三区（19番～21番、24～27番）。昭和42年（1967年）成立。
- 緑町（みどりちょう）
  - 伊勢崎市（南町二丁目、南町三丁目、住吉町の各全域および南町一丁目の一部）。372-0043。緑町区。昭和42年（1967年）成立。
- 三光町（さんこうちょう）
  - 伊勢崎市（西町、川岸町の各全域及び宮本町の一部）372-0046。三光町区。昭和42年（1967年）成立。
- 若葉町（わかばちょう）
  - 伊勢崎市（西園町、川久保町の各全域）372-0811。若葉町二区（15番～22番）。昭和42年（1967年）成立。
- 上泉町（かみいずみちょう）
  - 佐位郡茂呂村大字今泉(上街組)→佐波郡茂呂村大字今泉（上街組）→大字今泉（上泉町）。372-0045。上泉町区。1940年（昭和15年）通称町名として成立。昭和27年（1952年）広瀬町を編入し、昭和46年（1971年）からは正式町名となる。
- 八坂町（やさかちょう）
  - 佐位郡茂呂村大字今泉（張付場組）→佐波郡茂呂村大字今泉（張付場組）→大字今泉(八坂町)。372-0044。八坂町区。1940年（昭和15年）通称町名として成立し、昭和46年（1971年）からは正式町名となる。
- 今泉町二丁目（いまいずみちょう）
  - 佐位郡茂呂村大字今泉（大谷戸組）→佐波郡茂呂村大字今泉（大谷戸組）→大字今泉（今泉町二丁目）。372-0031。今泉町二丁目区。1940年（昭和15年）通称町名として成立し、昭和46年（1971年）からは正式町名となる。

#### 殖蓮地区（旧佐波郡殖蓮村）
- 三和町（さんわちょう）
  - 佐位郡殖蓮村大字上植木（間之原組、堤原組）、大字下植木（書上組）→佐波郡殖蓮村大字上植木（間之原組、堤原組）、大字下植木（書上組）→伊勢崎市大字上植木（曙町、堤町）、大字下植木（書上町）。372-0011。三和町曙区（旧曙町）、三和町堤区（旧堤町）、三和町書上区（旧書上町）。昭和45年（1970年）成立。
- 本関町（ほんせきちょう）
  - 佐位郡殖蓮村大字上植木（関組）→佐波郡殖蓮村大字上植木（関組）→伊勢崎市大字上植木（本関町）。372-0816。本関町区（全域）。昭和15年（1940年）通称町名として成立、昭和45年（1970年）からは正式町名となる。
- 鹿島町（かしまちょう）
  - 佐位郡殖蓮村大字上植木（西根組、中屋敷組、下西根組）→佐波郡殖蓮村大字上植木（西根組、中屋敷組、下西根組）→伊勢崎市大字上植木（植木町、中下町）。372-0015。鹿島町植木区（旧植木町）、鹿島町中下区（旧中下町）。昭和45年（1970年）成立。
- 上植木本町（かみうえきほんまち）
  - 佐位郡殖蓮村大字上植木（堀之内組）→佐波郡殖蓮村大字上植木（堀之内組）→伊勢崎市大字上植木（上植木本町）。372-0013。上植木本町区（全域）。昭和15年（1940年）通称町名として成立、昭和45年（1970年）からは正式町名となる。
- 豊城町（とよしろちょう）
  - 佐位郡殖蓮村大字八寸（八寸組）→佐波郡殖蓮村大字八寸（八寸組）→伊勢崎市大字八寸（豊城町）。372-0012。豊城町区（全域）。昭和15年（1940年）通称町名として成立、昭和45年（1970年）からは正式町名となる。昭和53年（1978年）からは群馬県道68号線以南が殖蓮第二小学校区となる。
- 上諏訪町（かみすわちょう）
  - 佐位郡殖蓮村大字八寸（小齊組）→佐波郡殖蓮村大字八寸（小齊組）→伊勢崎市大字八寸（諏訪町）→伊勢崎市大字八寸（上諏訪町）。372-0021。上諏訪町区（全域）。昭和15年（1940年）通称町名として成立、昭和45年（1970年）からは正式町名となる。昭和53年（1978年）からは群馬県道68号線以南が殖蓮第二小学校区となる。
- 日乃出町（ひのでちょう）
  - 佐位郡殖蓮村大字八寸（小齊組、神谷組）→佐波郡殖蓮村大字八寸（小齊組、神谷組）→伊勢崎市大字八寸（諏訪町、神谷町）→伊勢崎市大字八寸（下諏訪町、神谷町）。372-0022。日乃出町下諏訪区（旧下諏訪町）、日乃出町神谷区（旧神谷町）。昭和45年（1970年）成立。昭和53年（1978年）からは殖蓮第二小学校区となる。
- 昭和町（しょうわちょう）
  - 佐位郡殖蓮村大字下植木（中里組）→佐波郡殖蓮村大字下植木（中里組）→伊勢崎市大字下植木（昭和町）。372-0014。昭和町区（全域）。昭和15年（1940年）通称町名として成立、昭和45年（1970年）からは正式町名となる。昭和53年（1978年）からは群馬県道68号線以南が殖蓮第二小学校区となる。
- 宮前町（みやまえちょう）
  - 佐位郡殖蓮村大字下植木（宿組）→佐波郡殖蓮村大字下植木（宿組）→伊勢崎市大字下植木（宮前町）。372-0026。宮前町区（全域）。昭和15年（1940年）通称町名として成立、昭和45年（1970年）からは正式町名となる。昭和53年（1978年）からは殖蓮第二小学校区となる。
- 東本町（ひがしほんまち）
  - 佐位郡殖蓮村大字下植木（中組）→佐波郡殖蓮村大字下植木（中組）→伊勢崎市大字下植木（本町六丁目）。372-0025。東本町区（全域）。昭和15年（1940年）通称町名として成立。昭和42年（1967年）本町六丁目から改称し、昭和45年（1970年）からは正式町名となる。昭和53年（1978年）からは殖蓮第二小学校区となる。
- 下植木町（しもうえきちょう）
  - 佐位郡殖蓮村大字下植木（東組）→佐波郡殖蓮村大字下植木（東組）→伊勢崎市大字下植木（本町七丁目）。372-0024。下植木町区。昭和15年（1940年）通称町名として成立。昭和42年（1967年）本町六丁目から改称し、昭和45年（1970年）からは正式町名となる。昭和53年（1978年）からは殖蓮第二小学校区となる。

#### 茂呂地区（旧佐波郡茂呂村)
- 今泉町一丁目（いまいずみちょう）
  - 佐位郡茂呂村大字今泉（今泉組）→佐波郡茂呂村大字今泉（今泉組）→伊勢崎市大字今泉（今泉町一丁目）。372-0031。今泉町一丁目区（全域）昭和15年（1940年）通称町名として成立、昭和46年（1971年）からは正式町名となる。
- 粕川町（かすかわちょう）
  - 佐位郡茂呂村大字今泉（今泉組）→佐波郡茂呂村大字今泉（今泉組）→伊勢崎市大字今泉（今泉町一丁目）。372-0023。今泉町一丁目区（全域）。昭和46年（1971年）成立。
- 北千木町（きたせんぎちょう）
  - 佐位郡茂呂村大字茂呂（下茂呂北組）→佐波郡茂呂村大字茂呂（下茂呂北組）→伊勢崎市大字茂呂（北千木町）。372-0032。北千木町区（一部）。昭和46年（1971年）通称町名として成立、21世紀初頭からは正式町名となる。
- 南千木町（みなみせんぎちょう）
  - 佐位郡茂呂村大字茂呂（下茂呂南組）→佐波郡茂呂村大字茂呂（下茂呂南組）→伊勢崎市大字茂呂（南千木町）。372-0033。南千木町区（全域）。昭和15年（1940年）通称町名として成立、21世紀初頭からは正式町名となる。
- 茂呂町一丁目（もろまち）
  - 佐位郡茂呂村大字茂呂（宿組）→佐波郡茂呂村大字茂呂（宿組）→伊勢崎市大字茂呂（茂呂町一丁目）。372-0034。茂呂町一丁目区（全域）。昭和15年（1940年）通称町名として成立、21世紀初頭からは正式町名となる。
- 茂呂町二丁目（もろまち）
  - 佐位郡茂呂村大字茂呂（中屋敷組）→佐波郡茂呂村大字茂呂（中屋敷組）→伊勢崎市大字茂呂（茂呂町二丁目）。372-0034。茂呂町二丁目区（ほぼ全域）、北千木町区（一部）。昭和15年（1940年）通称町名として成立、21世紀初頭からは正式町名となる。
- 美茂呂町（みもろちょう）
  - 佐位郡茂呂村大字茂呂（堀組）→佐波郡茂呂村大字茂呂（堀組）→伊勢崎市大字茂呂（美茂呂町）。372-0037。美茂呂町区。昭和15年（1940年）通称町名として成立、21世紀初頭からは正式町名となる。昭和54年（1979年）からは広瀬川西岸が広瀬小学校区となる。
- 新栄町（しんえいちょう）
  - 佐位郡茂呂村大字茂呂（堀組）→佐波郡茂呂村大字茂呂（堀組）→伊勢崎市大字茂呂（美茂呂町）→伊勢崎市大字茂呂（新栄町）。372-0038。新栄町区（全域）。昭和46年（1971年）通称町名として成立、21世紀初頭からは正式町名となる。昭和54年（1979年）からは広瀬小学校区となり、南地区から移管される。
- 茂呂南町（もろみなみちょう）
  - 伊勢崎市大字茂呂（茂町）。372-0036。茂呂南町区（全域）。21世紀初頭成立。
- ひろせ町（―ちょう）
  - 伊勢崎市大字茂呂（茂町、美茂呂町の各一部）、伊勢崎市山王町、伊勢崎市新栄町。372-0039。ひろせ町区（全域）。21世紀初頭成立。

#### 三郷地区（旧佐波郡三郷村）
- 波志江町（はしえまち）
  - 佐位郡三郷村大字波志江→佐波郡三郷村大字波志江。372-0001。波志江町一丁目（宿波志江組、宮貝戸組、稲岡組、間之山組、鍛冶原組）、波志江町二丁目（岡屋敷組、中屋敷組、西屋敷組、中之面組）、波志江町三丁目（大鍋組、新宿組、下波志江組、八坂組）
- 安堀町（あんぼりまち）
  - 佐位郡三郷村大字安堀→佐波郡三郷村大字安堀。372-0007。安堀町区（全域）。
- 太田町（おおたまち）
  - 佐位郡三郷村大字太田→佐波郡三郷村大字太田。372-0006。太田町区（全域）平成13年（2001年）。

#### 宮郷地区（旧佐波郡宮郷村）
- 稲荷町（いなりちょう）
  - 那波郡宮郷村大字今村→佐波郡宮郷村大字今村。372-0804。稲荷町区（全域）
- 宮子町（みやこまち）
  - 那波郡宮郷村大字宮子→佐波郡宮郷村大字宮子。372-0801。宮子町区（全域）
- 連取本町（つなとりほんまち）
  - 通称町名としては昭和30年（1955年）成立。旧佐波郡宮郷村連取第一区北部（明治35年までの北原組、北村組、横松組、辻組）にあたる。伊勢崎市連取町。372-0817。連取本町区（全域）。21世紀初頭成立。
- 連取元町（つなとりもとまち）
  - 通称町名としては昭和30年（1955年）成立。旧佐波郡宮郷村連取第一区南部（明治35年までの河岸組、新田組、下組、枝垂組）にあたる。伊勢崎市連取町。372-0818。連取元町区（全域）。21世紀初頭成立。
- 連取町（つなとりまち）
  - 那波郡宮郷村大字連取→佐波郡宮郷村大字連取。372-0812。連取町区（旧連取第二区（明治35年までの北上組、中屋敷組、観音堂組、萩原組））、連取本町区旧佐波郡宮郷村連取第一区北部（明治35年までの北原組、北村組、横松組、辻組）に、連取元町区（旧佐波郡宮郷村連取第一区南部（明治35年までの河岸組、新田組、下組、枝垂組）。平成13年（2001年）からは大部分が宮郷第二小学校区、一部が北小学校区、南小学校区、広瀬小学校区となる。
- 田中島町（たなかじままち）
  - 那波郡宮郷村大字田中島→佐波郡宮郷村大字田中島。372-0802。田中島町区（ほぼ全域）、田中町区（一部）、宮古町区（一部）
- 田中町（たなかまち）
  - 那波郡宮郷村大字田中→佐波郡宮郷村大字田中。372-0814。田中町区（全域）。
- 東上之宮町（ひがしかみのみやまち）
  - 那波郡宮郷村大字東上之宮→佐波郡宮郷村大字東上之宮。372-0815。上之宮町区（全域）。
- 西上之宮町（にしかみのみやまち）
  - 那波郡宮郷村大字西上之宮→佐波郡宮郷村大字西上之宮。372-0816。上之宮町区（全域）。
- 宮古町（みやふるまち）
  - 那波郡宮郷村大字宮古→佐波郡宮郷村大字宮古。372-0803。宮古町区（全域）。

#### 名和地区（旧佐波郡名和村）
- 韮塚町（にらづかちょう）
  - 那波郡名和村大字韮塚→佐波郡名和村大字韮塚。372-0813。韮塚町区（県道24号線以西）、今井町区（県道24号線以東）。
- 阿弥大寺町（あみだいじまち）
  - 那波郡名和村大字阿弥大寺→佐波郡名和村大字阿弥大寺。372-0821。阿弥大寺町区（全域）。
- 今井町（いまいちょう）
  - 那波郡名和村大字北今井→佐波郡名和村大字北今井。372-0823。今井町区（全域）。
- 山王町（さんのうちょう）
  - 那波郡名和村大字山王道→佐波郡名和村大字山王道。372-0831。山王町区（全域）。昭和54年（1979年）一部が広瀬小学校区となる。
- 堀口町（ほりぐちちょう）
  - 那波郡名和村大字堀口→佐波郡名和村大字堀口。372-0834。堀口町区（ほぼ全域）、山王町区（一部）。
- 中町（なかまち）
  - 那波郡名和村大字中町→佐波郡名和村大字中町。372-0822。中町区（一部）、柴町区（雷電神社境内）、今井町区（今井町北側の飛地、今井町南側の飛地のうち豆田用水以東）、阿弥大寺町区（今井町南側の飛地のうち豆田用水以西）。昭和54年（1979年）一部が広瀬小学校区となる。
- 柴町（しばまち）
  - 那波郡名和村大字柴町→佐波郡名和村大字柴町。372-0824。柴町区（豆田用水以西）、中町区（豆田用水以東のうち名和小学校北の道路以南）、堀口町区（豆田用水以東のうち名和小学校北の道路以北）
- 戸谷塚町（とやづかまち）
  - 那波郡名和村大字戸谷塚→佐波郡名和村大字戸谷塚。372-0825。戸谷塚町区（ほぼ全域）、中町区（一部）。
- 福島町（ふくじままち）
  - 那波郡名和村大字下福島→佐波郡名和村大字下福島。372-0826。福島町区（ほぼ全域）、八斗島町区（一部）。昭和57年（1982年）からは坂東小学校区となる。
- 八斗島町（やったじままち）
  - 那波郡名和村大字八斗島→佐波郡名和村大字八斗島。372-0827。八斗島町区（全域）。昭和57年（1982年）からは坂東小学校区となる。

#### 豊受地区（旧佐波郡豊受村）
- 除ケ町（よげちょう）
  - 那波郡豊受村大字除ケ→佐波郡豊受村大字除ケ。372-0832。除ケ町区（ほぼ全域）、福島町区（県道18号線以西）。昭和57年（1982年）からは一部を除いて坂東小学校区となる。
- 大正寺町（だいしょうじちょう）
  - 那波郡豊受村大字大正寺→佐波郡豊受村大字大正寺。372-0841。大正寺町区（ほぼ全域）、除ケ町区（一部）。昭和57年（1982年）からは一部が坂東小学校区となる。
- 富塚町（とみづかちょう）
  - 那波郡豊受村大字富塚→佐波郡豊受村大字富塚。372-0833。富塚町区（ほぼ全域）、八斗島町区（一部）、福島町区（一部）。昭和57年（1982年）からは国道462号線以東が坂東小学校区となる。
- 下道寺町（げどうじちょう）
  - 那波郡豊受村大字下道寺→佐波郡豊受村大字下道寺。372-0843。下道寺町区（ほぼ全域）、富塚町区（一部）。昭和57年（1982年）からは一部が坂東小学校区となる。
- 馬見塚町（まみづかちょう）
  - 那波郡豊受村大字馬見塚→佐波郡豊受村大字馬見塚。372-0842。馬見塚天神町区（旧豊受村大字馬見塚のうち道伝組）、馬見塚三ツ橋町区（旧豊受村大字馬見塚のうち三ツ橋組）、馬見塚中町区（旧豊受村大字馬見塚のうち中組）、馬見塚本町区（旧豊受村大字馬見塚のうち堀ノ内組）、馬見塚淵町区（旧豊受村大字馬見塚のうち淵組。）、馬見塚清水町区（旧豊受村大字馬見塚のうち下組。）、リバータウン広瀬区（21世紀初頭に馬見塚町（馬見塚淵町）の一部から成立。）、上蓮町区（一部）。
- 長沼町（ながぬままち）
  - 那波郡豊受村大字長沼→佐波郡豊受村大字長沼。372-0855。長沼町区（旧豊受村大字長沼のうち新田組）、長沼本郷町区（旧豊受村大字長沼のうち本郷組。）、八斗島町（一部）。
- 上蓮町（かみはすちょう）
  - 那波郡豊受村大字上蓮沼→佐波郡豊受村大字上蓮沼。372-0851。上蓮町区（全域）
- 下蓮町（しもはすちょう）
  - 那波郡豊受村大字下蓮沼→佐波郡豊受村大字下蓮沼。372-0852。下蓮町区（ほぼ全域）、飯島町区（一部）。
- 国領町（こくりょうちょう）
  - 那波郡豊受村大字国領→佐波郡豊受村大字国領。372-0853。国領町区（全域）。
- 飯島町（いいじまちょう）
  - 那波郡豊受村大字東飯島→佐波郡豊受村大字東飯島。372-0854。飯島町区（全域）。
- 羽黒町（はぐろちょう）
  - 伊勢崎市大字茂呂（茂町）、伊勢崎市馬見塚町（馬見塚淵町）、伊勢崎市保泉町。372-0844。羽黒町区（全域）21世紀初頭成立。

#### 赤堀地域

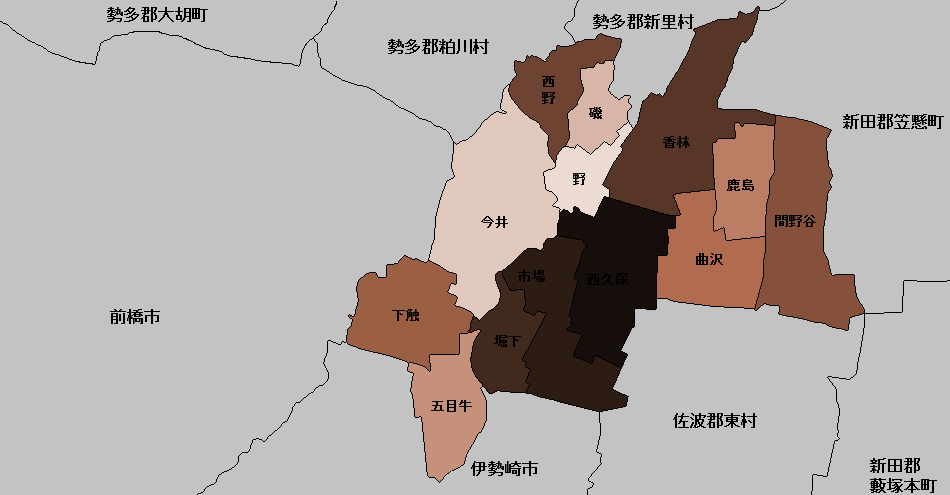

##### 赤堀地区（旧佐波郡赤堀町）
- 間野谷町（あいのやちょう）
  - 佐位郡赤堀村大字間野谷→佐波郡赤堀村大字間野谷→佐波郡赤堀町大字間野谷。379-2201。間野谷町区（全域、旧・佐波郡赤堀町間野谷区）。平成12年（2000年）からは赤堀町立東小学校（現・伊勢崎市立赤堀東小学校）区となる。
- 赤堀今井町一丁目（あかぼりいまいちょう）
  - 佐位郡赤堀村大字今井→佐波郡赤堀村大字今井→佐波郡赤堀町大字今井。379-2215。赤堀今井町一丁目区（全域、旧・佐波郡赤堀町今井区）。平成3年（1991年）からは赤堀町立南小学校（現・伊勢崎市立赤堀南小学校）区となる。
- 赤堀今井町二丁目（あかぼりいまいちょう）
  - 佐位郡赤堀村大字今井→佐波郡赤堀村大字今井→佐波郡赤堀町大字今井。379-2215。赤堀今井町二丁目区（全域、旧・佐波郡赤堀町今井南区）。
- 赤堀鹿島町（あかぼりかしまちょう）
  - 佐位郡赤堀村大字今井、下触、堀下、野、間野谷、香林、曲沢→佐波郡赤堀村大字今井、下触、堀下、野、間野谷、香林、曲沢→佐波郡赤堀村大字鹿島→佐波郡赤堀町大字鹿島。379-2202。赤堀鹿島町区（全域、旧・佐波郡赤堀町鹿島区）。平成12年（2000年）からは赤堀町立東小学校（現・伊勢崎市立赤堀東小学校）区となる。
- 磯町（いそちょう）
  - 佐位郡赤堀村大字磯→佐波郡赤堀村大字磯→佐波郡赤堀町大字磯。379-2217。磯町区（旧・佐波郡赤堀町磯区）。
- 市場町一丁目（いちばちょう）
  - 佐位郡赤堀村大字市場→佐波郡赤堀村大字市場→佐波郡赤堀町大字市場。379-2211。市場町一丁目区（全域、旧・佐波郡赤堀町赤南上区）。
- 市場町二丁目（いちばちょう）
  - 佐位郡赤堀村大字市場→佐波郡赤堀村大字市場→佐波郡赤堀町大字市場。379-2211。市場町二丁目区（全域、旧・佐波郡赤堀町赤南下区）。平成3年（1991年）からは赤堀町立南小学校（現・伊勢崎市立赤堀南小学校）区となる。
- 香林町一丁目（こうばやしちょう）
  - 佐位郡赤堀村大字香林→佐波郡赤堀村大字香林→佐波郡赤堀町大字香林。379-2206。香林町一丁目区（全域、旧・佐波郡赤堀町香林上区）・平成12年（2000年）からは赤堀町立東小学校（現・伊勢崎市立赤堀東小学校）区となる。
- 香林町二丁目（こうばやしちょう）
  - 佐位郡赤堀村大字香林→佐波郡赤堀村大字香林→佐波郡赤堀町大字香林。379-2206。香林町二丁目区（全域、旧・佐波郡赤堀町香林下区）。平成12年（2000年）からは赤堀町立東小学校（現・伊勢崎市立赤堀東小学校）区となる。
- 五目牛町（ごめうしちょう）
  - 佐位郡赤堀村大字五目牛→佐波郡赤堀村大字五目牛→佐波郡赤堀町大字五目牛。379-2213。五目牛町区（全域、旧・佐波郡赤堀町五目牛区）。平成3年（1991年）からは赤堀町立南小学校（現・伊勢崎市立赤堀南小学校）区となる。
- 下触町（しもふれいちょう）
  - 佐位郡赤堀村大字下触→佐波郡赤堀村大字下触→佐波郡赤堀町大字下触。379-2214。下触町区（全域、旧・佐波郡赤堀町下触区）。平成3年（1991年）からは赤堀町立南小学校（現・伊勢崎市立赤堀南小学校）区となる。
- 西久保町一丁目（にしくぼちょう）
  - 佐位郡赤堀村大字西久保→佐波郡赤堀村大字西久保→佐波郡赤堀町大字西久保。379-2204。西久保町一丁目区（全域、旧・佐波郡赤堀町田宿区）。
- 西久保町二丁目（にしくぼちょう）
  - 佐位郡赤堀村大字西久保→佐波郡赤堀村大字西久保→佐波郡赤堀町大字西久保。379-2204。西久保町二丁目区（全域、旧・佐波郡赤堀町西久保区）。
- 西久保町三丁目（にしくぼちょう）
  - 佐位郡赤堀村大字西久保→佐波郡赤堀村大字西久保→佐波郡赤堀町大字西久保。379-2204。西久保町三丁目区（全域、旧・佐波郡赤堀町西久保下区）。
- 西野町（にしのちょう）
  - 佐位郡赤堀村大字西野→佐波郡赤堀村大字西野→佐波郡赤堀町大字西野。379-2216。西野町区（全域、旧・佐波郡赤堀町西野区）。
- 野町（のちょう）
  - 佐位郡赤堀村大字野→佐波郡赤堀村大字野→佐波郡赤堀町大字野。379-2205。野町区（全域、旧・佐波郡赤堀町野区）。
- 堀下町（ほりしたちょう）
  - 佐位郡赤堀村大字堀下→佐波郡赤堀村大字堀下→佐波郡赤堀町大字堀下。379-2212。堀下町区（全域、旧・佐波郡赤堀町堀下区）。平成3年（1991年）からは赤堀町立南小学校（現・伊勢崎市立赤堀南小学校）区となる。
- 曲沢町（まがりさわちょう）
  - 佐位郡赤堀村大字曲沢→佐波郡赤堀村大字曲沢→佐波郡赤堀町大字曲沢。379-2203。曲沢町区（全域、旧・佐波郡赤堀町曲沢区）。平成12年（2000年）からは赤堀町立東小学校（現・伊勢崎市立赤堀東小学校）区となる。

#### 東地域

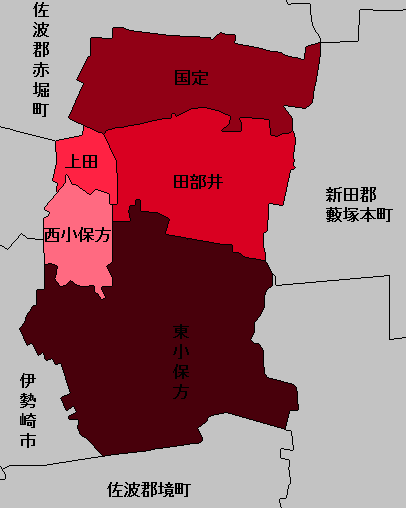

##### 東地区（旧佐波郡東村）
- 田部井町一丁目（たべいちょう）
  - 佐位郡東村大字田部井→佐波郡東村大字田部井。379-2222。田部井上区（大部分）、田部井下区（一部）、東国定上区（一部）、東国定下区（一部）、西国定下区（一部）。昭和62年(1987年)からは一部(田部井上区、東国定上区、東国定下区、西国定下区)が東村立北小学校(現・伊勢崎市立あずま北小学校)区となる。
- 田部井町二丁目（たべいちょう）
  - 佐位郡東村大字田部井→佐波郡東村大字田部井。379-2222。田部井下区（大部分）、田部井上区（一部）。昭和62年(1987年)からは一部(田部井上区)が東村立北小学校(現・伊勢崎市立あずま北小学校)区となる。
- 田部井町三丁目（たべいちょう）
  - 佐位郡東村大字田部井→佐波郡東村大字田部井。379-2222。向原区（大部分）、小泉町区（一部）、田部井上区（一部）、東国定下区（一部）。昭和62年(1987年)からは一部(田部井上区、東国定下区)が東村立北小学校(現・伊勢崎市立あずま北小学校)区となる。
- 国定町一丁目（くにさだまち）
  - 佐位郡東村大字国定→佐波郡東村大字国定。379-2221。東国定上区（一部）、東国定下区（一部）、向原区（一部）。昭和62年(1987年)からは一部(東国定上区、東国定下区)が東村立北小学校(現・伊勢崎市立あずま北小学校)区となる。
- 国定町二丁目（くにさだまち）
  - 佐位郡東村大字国定→佐波郡東村大字国定。379-2221。西国定上区（一部）、西国定下区（一部）、田部井上区（一部）、東国定下区（一部）。昭和62年(1987年)からは東村立北小学校(現・伊勢崎市立あずま北小学校)区となる。
- 上田町（かみだちょう）
  - 佐位郡東村大字上田→佐波郡東村大字上田。379-2225。上田町区（全域）。
- 西小保方町（にしおぼかたちょう）
  - 佐位郡東村大字西小保方→佐波郡東村大字西小保方。379-2224。西小保方町区（大部分）、上田町区（一部）。
- 東小保方町（ひがしおぼかたちょう）
  - 佐位郡東村大字東小保方→佐波郡東村大字東小保方。379-2234。下代区（一部）、下谷区（一部）、下区（一部）、新町区（一部）、西小保方町区（一部）。
- 小泉町（こいずみちょう）
  - 佐位郡東村大字東小保方→佐波郡東村大字東小保方。379-2232。小泉町区（全域）。
- 平井町（ひらいちょう）
  - 佐位郡東村大字東小保方→佐波郡東村大字東小保方。379-2233。平井町区（全域）。
- 東町（あずまちょう）
  - 佐位郡東村大字東小保方→佐波郡東村大字東小保方。379-2231。東町区（ほぼ全域）、田部井下区（一部）。
- 八寸町（はちすちょう）
  - 佐位郡東村大字東小保方→佐波郡東村大字東小保方。379-2236。八寸町区（大部分）、西小保方町区（一部）。
- 三室町（みむろちょう）
  - 佐位郡東村大字東小保方→佐波郡東村大字東小保方。379-2235。三室町区（大部分）、新町区（一部）。

#### 境地域

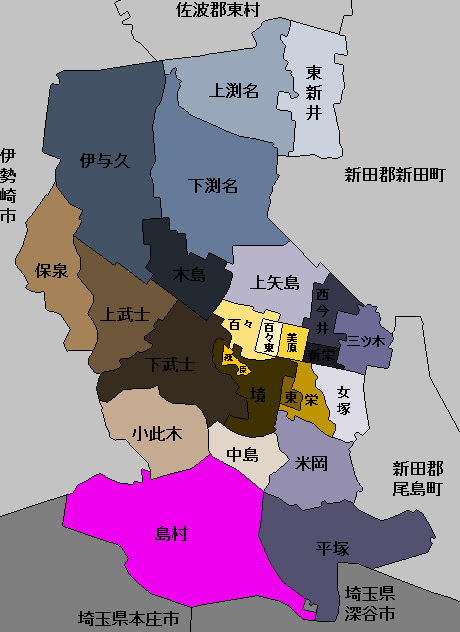

##### 境地区（旧佐波郡境町）
- 境（さかい）
  - 佐位郡境町大字境町→佐波郡境町大字境町→佐波郡境町大字境。370-0124。諏訪町区（一部）、元町区（一部）、南町区（一部）、境仲町区（一部、旧・仲町区）（一部）、上町区（一部）、清水町区、萩原町区（一部）。
- 境東（さかいあずま）
  - 佐位郡境町大字境村→佐波郡境町大字境村→佐波郡境町大字東。370-0123。境東町区（全域、旧・東町区）。
- 境萩原（さかいはぎわら）
  - 佐位郡境町大字下武士→佐波郡境町大字下武士→佐波郡境町大字萩原。370-0125。萩原町区（ほぼ全域）、上町（一部）、清水町区（一部）。

##### 境采女地区（旧佐波郡采女村）
- 境伊与久（さかいいよく）
  - 佐位郡采女村大字伊与久→佐波郡釆女村大字伊与久→佐波郡境町大字采女。370-0105。伊与久一区（北部）、伊与久二区（中部）、伊与久三区（南部）。
- 境木島（さかいきじま）
  - 佐位郡采女村大字木島→佐波郡釆女村大字木島→佐波郡境町大字木島。370-0104。木島区（全域）。
- 境下渕名（さかいしもふちな）
  - 佐位郡采女村大字下渕名→佐波郡釆女村大字下渕名→佐波郡境町大字下渕名。370-0103。下渕名六区（北部）、下渕名七区（南部）。
- 境上渕名（さかいかみふちな）
  - 佐位郡采女村大字上渕名→佐波郡釆女村大字上渕名→佐波郡境町大字上渕名。370-0102。上渕名区（全域）。
- 境東新井（さかいひがしあらい）
  - 佐位郡采女村大字東新井→佐波郡釆女村大字東新井→佐波郡境町大字東新井。371-0101。東新井区（全域）。
- 境百々（さかいどうどう）
  - 佐位郡采女村大字百々→佐波郡釆女村大字百々→佐波郡境町大字百々。370-0117。百々区（全域）。
- 境百々東（さかいどうどうひがし）
  - 佐波郡境町大字百々→佐波郡境町大字百々東。371-0116。百々東区（全域）。
- 境美原（さかいみはら）
  - 佐波郡境町大字百々、佐波郡境町大字上矢島、佐波郡境町大字西今井、佐波郡境町大字栄→佐波郡境町大字美原。370-0115。美原区（全域）。21世紀初頭成立。

##### 境剛志地区（旧佐波郡剛志村）
- 境保泉（さかいほいずみ）
  - 佐位郡剛志村大字保泉→佐波郡剛志村大字保泉→佐波郡境町大字保泉。370-0128。保泉区（全域）。
- 境保泉一丁目（さかいほいずみ）
  - 佐波郡境町大字保泉→佐波郡境町保泉一丁目。370-0128。保泉一丁目区（全域）。
- 境上武士（さかいかみたけし）
  - 佐位郡剛志村大字上武士→佐波郡剛志村大字上武士→佐波郡境町大字上武士。370-0127。上武士区（全域）。
- 境下武士（さかいしもたけし）
  - 佐位郡剛志村大字下武士→佐波郡剛志村大字下武士→佐波郡境町大字下武士。370-0126。下武士東区（東部）、下武士西区（西部）。
- 境小此木（おこのぎ）
  - 佐位郡剛志村大字小此木→佐波郡剛志村大字小此木→佐波郡境町大字小此木。370-0135。小此木区（全域）。
- 境中島（さかいなかじま）
  - 佐位郡剛志村大字中島→佐波郡剛志村大字中島→佐波郡境町大字中島。370-0133。中島区（全域）。

##### 境島村地区（旧佐波郡島村）
- 境島村（さかいしまむら）
  - 佐位郡島村→佐波郡島村→佐波郡境町大字島村。370-0134。新地区(利根川南岸のうち西部)、新野新田区(利根川南岸のうち中部)、立作区(利根川南岸のうち東部)、西島前河原区(利根川北岸のうち西部)、北向区(利根川北岸のうち東部)。

##### 境東地区（旧新田郡世良田村）
- 境栄（さかいさかえ）
  - 新田郡世良田村大字境村→佐波郡境町大字栄。370-0122。栄町区(ほぼ全域)、諏訪町区(一部)。
- 境米岡（さかいよねおか）
  - 新田郡世良田村大字米岡→佐波郡境町大字米岡。370-0131。北米岡区(北部)、南米岡区(南部)。
- 境新栄（さかいしんえい）
  - 佐波郡境町大字栄、佐波郡境町大字三ツ木、佐波郡境町大字女塚、佐波郡境町大字西今井。370-0114。境新栄区(全域)。21世紀初頭成立。
- 境平塚（さかいひらつか）
  - 新田郡世良田村大字平塚→佐波郡境町大字平塚。370-0132。平塚区(全域)。
- 境西今井（さかいにしいまい）
  - 新田郡世良田村大字西今井→佐波郡境町大字西今井。370-0112。西今井区(全域)。
- 境上矢島（さかいかみやじま）
  - 新田郡世良田村大字上矢島→佐波郡境町大字上矢島。370-0111。上矢島区(全域)。
- 境三ツ木（さかいみつぎ）
  - 新田郡世良田村大字大字三ツ木→佐波郡境町大字三ツ木。370-0113。三ツ木区(全域)。
- 境女塚（さかいおなづか）
  - 新田郡世良田村大字女塚→佐波郡境町大字女塚。370-0121。女塚区(全域)。

### 廃止された町丁・大字

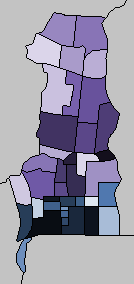

※旧伊勢崎町には大字が存在しなかったため、旧伊勢崎町内の地名は全て通称町名である。

#### 北地区
| 町名         | 旧住所                                                                       | 現在の町名 | 行政区 | 備考                                                                                            |
| ------------ | ---------------------------------------------------------------------------- | --- | --- | ----------------------------------------------------------------------------------------------- |
| （大字無し） | 佐位郡伊勢崎町 →佐波郡伊勢崎町                                               | - 喜多町 - 宗高町 - 柳原町 - 寿町 - 西田町 - 華蔵寺町 - 堤西町 - 堤下町 - 八幡町 - 末広町 - 乾町 - （昭和42年までは曲輪町、大手町、平和町、若葉町、本町、中央町、緑町、三光町、昭和27年までは上泉町のうち旧広瀬町域を含んでいた） | - 喜多町区 - 宗高町区 - 柳原町区 - 寿町区 - 西田町区 - 華蔵寺町区 - 堤西町区 - 堤下町区 - 八幡町区 - 末広町区 - 乾町区 - （昭和42年までは栄町区、上町区、泉町区、新町区、日吉町区、桜町区、福住町区、旭町区、立花町区、紺屋町区、西園町区、川久保町区、西町区、川岸町区、宮本町区、東町区、本町一丁目区、本町二丁目区、本町三丁目区、本町四丁目区、本町五丁目区、住吉町区、幸町区、南町一丁目区、南町二丁目区、南町三丁目区、昭和27年までは広瀬町区が所属していた。） | 昭和42年（1967年）住居表示実施に伴いJR両毛線以南が分離。 昭和45年（1970年）町名制定により消滅。 |
| 栄町         | 佐位郡伊勢崎町(旧城内) →佐波郡伊勢崎町(旧城内)                               | 曲輪町の一部 | 栄町区 | 大正3年成立。 昭和42年（1967年）住居表示実施に伴い消滅。                                        |
| 上町         | 佐波郡伊勢崎町(紺屋町)                                                       | 曲輪町の一部 | 上町区 | 昭和15年（1940年）成立。 昭和42年（1967年）住居表示実施に伴い消滅。                             |
| 泉町         | 佐位郡伊勢崎町(袋町) →佐波郡伊勢崎町(袋町)                                   | 曲輪町の一部 | 泉町区 | 昭和15年（1940年）成立。 昭和42年（1967年）住居表示実施に伴い消滅。                             |
| 新町         | 佐位郡伊勢崎町(新町) →佐波郡伊勢崎町(新町)                                   | 本町、大手町の各一部 | 新町区 | 明治16年（1881年）相生町を編入。 昭和42年（1967年）住居表示実施に伴い消滅。                     |
| 日吉町       | 佐位郡伊勢崎町(八軒町、片町) →佐位郡伊勢崎町(八片町) →佐波郡伊勢崎町(八片町) | 本町、大手町の各一部 | 日吉町区 | 明治9年（1876年）成立。 大正5年（1916年）改称。 昭和42年（1967年）住居表示実施に伴い消滅。      |
| 桜町         | 佐波郡伊勢崎町(立花町)                                                       | 平和町の一部 | 桜町区 | 昭和15年（1940年）成立。 昭和42年（1967年）住居表示実施に伴い消滅。                             |
| 福住町       | 佐波郡伊勢崎町(日吉町)                                                       | 平和町の一部 | 福住町区 | 昭和15年（1940年）成立。 昭和42年（1967年）住居表示実施に伴い消滅。                             |
| 旭町         | 佐波郡伊勢崎町(日吉町)                                                       | 平和町の一部 | 旭町区 | 昭和15年（1940年）成立。 昭和42年（1967年）住居表示実施に伴い消滅。                             |
| 立花町       | 佐位郡伊勢崎町(同心町) →佐波郡伊勢崎町(同心町) →佐波郡伊勢崎町(立花町)       | 大手町の一部 | 立花町区 | 大正5年（1916年）改称。 昭和42年（1967年）住居表示実施に伴い消滅。                              |
| 紺屋町       | 佐位郡伊勢崎町(紺屋町) →佐波郡伊勢崎町(紺屋町)                               | 大手町、本町の各一部 | 紺屋町区 | 昭和42年（1967年）住居表示実施に伴い消滅。                                                      |
| 西園町       | 佐位郡伊勢崎町(川久保) →佐位郡伊勢崎町(西久保) →佐波郡伊勢崎町(西久保)       | 若葉町の一部 | 西園町区 | 明治9年（1876年）成立。 昭和15年（1940年）改称。 昭和42年（1967年）住居表示実施に伴い消滅。     |

#### 南地区
| 町名       | 旧住所                                                                                     | 現在の町名           | 行政区       | 備考 |
| ---------- | ------------------------------------------------------------------------------------------ | -------------------- | ------------ | --- |
| 広瀬町     | 佐位郡伊勢崎町(中島) →佐位郡伊勢崎町(広瀬町) →佐波郡伊勢崎町(広瀬町)                       | 上泉町の一部         | 広瀬町区     | 明治9年（1876年）改称。 昭和5年（1930年）からは南小学校区となる。 昭和27年（1952年）大字今泉のうち上泉町に編入され消滅。 |
| 川久保町   | 佐位郡伊勢崎町(川久保) →佐位郡伊勢崎町(川久保町) →佐波郡伊勢崎町(川久保町)                 | 若葉町の一部         | 川久保町区   | 明治9年（1876年）改称。 昭和5年（1930年）からは南小学校区となる。 昭和42年（1967年）住居表示実施に伴い消滅。             |
| 西町       | 佐位郡伊勢崎町(西町) →佐波郡伊勢崎町(西町)                                                 | 三光町の一部         | 西町区       | 昭和5年（1930年）からは南小学校区となる。 昭和42年（1967年）住居表示実施に伴い消滅。                                     |
| 川岸町     | 佐位郡伊勢崎町(川岸町) →佐波郡伊勢崎町(川岸町)                                             | 三光町の一部         | 川岸町区     | 昭和5年（1930年）からは南小学校区となる。 昭和42年（1967年）住居表示実施に伴い消滅。                                     |
| 宮本町     | 佐位郡伊勢崎町(裏町) →佐波郡伊勢崎町(裏町)                                                 | 本町、三光町の各一部 | 裏町区       | 昭和5年（1930年）からは南小学校区となる。 昭和15年（1940年）改称。 昭和42年（1967年）住居表示実施に伴い消滅。            |
| 東町       | 佐波郡伊勢崎町(錦町)                                                                       | 中央町の一部         | 東町区       | 昭和15年（1940年）成立。 昭和42年（1967年）住居表示実施に伴い消滅。                                                      |
| 本町一丁目 | 佐位郡伊勢崎町(本町) →佐位郡伊勢崎町(本町一丁目) →佐波郡伊勢崎町(本町一丁目)               | 本町の一部           | 本町一丁目区 | 明治16年(1881年)成立。 昭和5年（1930年）からは南小学校区となる。 昭和42年（1967年）住居表示実施に伴い消滅。              |
| 本町二丁目 | 佐位郡伊勢崎町(本町) →佐位郡伊勢崎町(本町二丁目) →佐波郡伊勢崎町(本町二丁目)               | 本町の一部           | 本町二丁目区 | 明治16年(1881年)成立。 昭和5年（1930年）からは南小学校区となる。 昭和42年（1967年）住居表示実施に伴い消滅。              |
| 本町三丁目 | 佐位郡伊勢崎町(本町) →佐位郡伊勢崎町(本町三丁目) →佐波郡伊勢崎町(本町三丁目)               | 本町の一部           | 本町三丁目区 | 明治16年(1881年)成立。 昭和5年（1930年）からは南小学校区となる。 昭和42年（1967年）住居表示実施に伴い消滅。              |
| 本町四丁目 | 佐波郡伊勢崎町(本町三丁目のうち六間道路以東) →佐波郡伊勢崎町(本町四丁目)                   | 本町の一部           | 本町四丁目区 | 明治43年(1910年）成立。 昭和5年（1930年）からは南小学校区となる。 昭和42年（1967年）住居表示実施に伴い消滅。             |
| 本町五丁目 | 佐波郡伊勢崎町(錦町)                                                                       | 本町の一部           | 本町五丁目区 | 大正4年（1915年）鍛冶塚から改称。 昭和5年（1930年）からは南小学校区となる。 昭和42年（1967年）住居表示実施に伴い消滅。   |
| 住吉町     | 佐波郡伊勢崎町(南町一丁目) →佐波郡伊勢崎町(住吉町)                                         | 緑町の一部           | 住吉町区     | 大正15年（1926年）成立。 昭和5年（1930年）からは南小学校区となる。 昭和42年（1967年）住居表示実施に伴い消滅。            |
| 幸町       | 佐波郡伊勢崎町(住吉町)                                                                     | 中央町の一部         | 幸町区       | 昭和15年（1940年）成立。 昭和5年（1930年）からは南小学校区となる。 昭和42年（1967年）住居表示実施に伴い消滅。            |
| 南町一丁目 | 佐位郡伊勢崎町(釘打郭) →佐位郡伊勢崎町(本町南) →佐位郡伊勢崎町(南町一丁目) →佐波郡伊勢崎町 | 緑町、本町の各一部   | 南町一丁目区 | 明治16年（1881年）成立。 昭和5年（1930年）からは南小学校区となる。 昭和42年（1967年）住居表示実施に伴い消滅。            |
| 南町二丁目 | 佐位郡伊勢崎町(釘打郭) →佐位郡伊勢崎町(本町南) →佐位郡伊勢崎町(南町一丁目) →佐波郡伊勢崎町 | 緑町、本町の各一部   | 南町二丁目区 | 明治16年（1881年）成立。 昭和5年（1930年）からは南小学校区となる。 昭和42年（1967年）住居表示実施に伴い消滅。            |
| 南町三丁目 | 佐位郡伊勢崎町(釘打郭) →佐位郡伊勢崎町(本町南) →佐位郡伊勢崎町(南町一丁目) →佐波郡伊勢崎町 | 緑町、本町の各一部   | 南町三丁目区 | 明治16年（1881年）成立。 昭和5年（1930年）からは南小学校区となる。 昭和42年（1967年）住居表示実施に伴い消滅。            |

#### 殖蓮地区
| 町名     | 旧住所                                                                                     | 現在の町名                                                 | 行政区 | 備考                                                            |
| -------- | ------------------------------------------------------------------------------------------ | ---------------------------------------------------------- | --- | --------------------------------------------------------------- |
| 下植木   | 佐位郡殖蓮村大字下植木 →佐波郡殖蓮村大字下植木                                             | 昭和町、宮前町、東本町、下植木町の各全域および三和町の一部 | 昭和町区、宮前町区、本町六丁目区、本町七丁目区、書上町区 | 昭和45年（1970年）消滅。                                        |
| 上植木   | 佐位郡殖蓮村大字上植木 →佐波郡殖蓮村大字上植木                                             | 本関町、鹿島町、上植木本町の各全域及び三和町の一部         | - 本関町区（旧・関組） - 植木町区（旧・西根組） - 中下町区（旧・中屋敷組、下西根組） - 上植木本町区（旧・堀之内組） - 曙町区（旧・間之原組） - 堤町区（旧・堤原組） | 昭和45年（1970年）消滅。                                        |
| 八寸     | 佐位郡殖蓮村大字八寸 →佐波郡殖蓮村大字八寸                                                 | 豊城町、上諏訪町、日乃出町の各全域                         | - 豊城町区（旧・八寸組） - 上諏訪町区（旧・小齊組の北部） - 下諏訪町区（旧・小齊組の南部） - 神谷町区（旧・神谷組）                                                 | 昭和45年（1970年）消滅。                                        |
| 曙町     | 佐位郡殖蓮村大字上植木（間之原組） →佐波郡殖蓮村大字上植木（間之原組）                     | 三和町の一部                                               | 曙町区（全域） | 昭和15年（1940年）通称町名として成立。 昭和45年（1970年）消滅。 |
| 堤町     | 佐位郡殖蓮村大字上植木（堤原組） →佐波郡殖蓮村大字上植木（堤原組）                         | 三和町の一部                                               | 堤町区（全域） | 昭和15年（1940年）通称町名として成立。 昭和45年（1970年）消滅。 |
| 書上町   | 佐位郡殖蓮村大字下植木（書上組） →佐波郡殖蓮村大字下植木（書上組）                         | 三和町の一部                                               | 書上町区（全域） | 昭和15年（1940年）通称町名として成立。 昭和45年（1970年）消滅。 |
| 植木町   | 佐位郡殖蓮村大字上植木（西根組） →佐波郡殖蓮村大字上植木（西根組）                         | 鹿島町の一部                                               | 植木町区（全域） | 昭和15年（1940年）通称町名として成立。 昭和45年（1970年）消滅。 |
| 中下町   | 佐位郡殖蓮村大字上植木（中屋敷組、下西根組） 佐波郡殖蓮村大字上植木（中屋敷組、下西根組）  | 鹿島町の一部                                               | 中下町区（全域） | 昭和15年（1940年）通称町名として成立。 昭和45年（1970年）消滅。 |
| 下諏訪町 | 佐位郡殖蓮村大字八寸（小齊組） →佐波郡殖蓮村大字八寸（小齊組） →伊勢崎市大字八寸（諏訪町） | 日乃出町の一部                                             | 下諏訪町区（全域） | 昭和15年（1940年）通称町名として成立。 昭和45年（1970年）消滅。 |
| 神谷町   | 佐位郡殖蓮村大字八寸（神谷組） →佐波郡殖蓮村大字八寸（神谷組） →伊勢崎市大字八寸（神谷町） | 日乃出町の一部                                             | 神谷町区（全域） | 昭和15年（1940年）通称町名として成立。 昭和45年（1970年）消滅。 |

#### 茂呂地区
| 町名 | 旧住所                                                         | 現在の町名                                                                                   | 行政区 | 備考 |
| ---- | -------------------------------------------------------------- | -------------------------------------------------------------------------------------------- | --- | --- |
| 今泉 | 佐位郡茂呂村大字今泉 →佐波郡茂呂村大字今泉                     | - 今泉町一丁目 - 今泉町二丁目 - 八坂町 - 上泉町 - 粕川町の各全域                             | - 今泉町一丁目区 - 今泉町二丁目区 - 八坂町区 - 上泉町区 | 昭和5年（1930年）からは南小学校区となる。 昭和45年（1970年）消滅。 |
| 茂呂 | 佐位郡茂呂村大字茂呂 →佐波郡茂呂村大字茂呂                     | - 茂呂町一丁目 - 茂呂町二丁目 - 北千木町 - 南千木町 - 美茂呂町 - 茂呂南町 - ひろせ町の各全域 | - 茂呂町一丁目区（旧・宿組） - 茂呂町二丁目区（旧・中屋敷組） - 美茂呂町区 - 新栄町区（旧・堀組） - 北千木町区（旧・下茂呂北組） - 南千木町区（旧・下茂呂南組） - 茂町区（旧・久保組） - 羽黒団地区（昭和45年茂町の一部から成立） | 昭和45年（1970年）美茂呂町区の一部から新栄町区が成立し、南地区に移管される。 昭和54年（1979年）広瀬川西岸が広瀬小学校区となり、同時に新栄町区が茂呂地区に復帰する。 21世紀初頭消滅。 郵便番号は372-0034（現在の茂呂町一丁目、二丁目と同じ）であった。 |
| 茂町 | 佐位郡茂呂村大字茂呂（久保組） →佐波郡茂呂村大字茂呂（久保組） | 茂呂南町の全域および羽黒町、ひろせ町の各一部                                                 | 茂町区（全域） | 昭和54年（1979年）広瀬川西岸が広瀬小学校区となる。 21世紀初頭消滅。 郵便番号は372-0036（現在の茂呂南町と同じ）であった。 |

#### 豊受地区
| 町名     | 旧住所                                                                           | 現在の町名   | 行政区             | 備考 |
| -------- | -------------------------------------------------------------------------------- | ------------ | ------------------ | --- |
| 羽黒団地 | - 伊勢崎市大字茂呂（茂町） - 伊勢崎市馬見塚町（馬見塚淵町） - 佐波郡境町大字保泉 | 羽黒町の全域 | 羽黒団地区（全域） | 昭和45年（1970年）大字茂呂（茂町）、馬見塚町（馬見塚淵町）の各一部から通称町名として成立。 昭和59年（1984年）以降は保泉町域を含む。 21世紀初頭消滅。 |
| 保泉町   | 佐波郡境町大字保泉                                                               | 羽黒町       | 羽黒団地区（全域） | 昭和56年（1981年）成立。 21世紀初頭消滅。 郵便番号は372-0035（現在使われていない）であった。                                                         |

#### 東地区
| 町名     | 旧住所                 | 現在の町名                                                      | 行政区 | 備考 |
| -------- | ---------------------- | --------------------------------------------------------------- | --- | --- |
| 東小保方 | 佐位郡東村大字東小保方 | - 伊勢崎市東町 - 東小保方町 - 小泉町 - 平井町 - 八寸町 - 三室町 | - 下代区（一部） - 下谷区（一部） - 下区（一部） - 新町区（一部） - 西小保方区（一部） - 小泉区（全域） - 平井区（全域） - 東町区（一部） - 田部井下区（一部） - 八寸町区（一部） - 西小保方町区（一部） - 三室町区（一部） | 昭和56年（1981年）一部(平井区、八寸区、三室区、下代区、下谷区、下区、新町区)が東村立南小学校（現・伊勢崎市立あずま南小学校）区となる。 郵便番号は379-2223（現在使われていない）であった。 |

## 教育

### 大学・短期大学
- 私立
  - 上武大学（伊勢崎キャンパス）〔戸谷塚町634-1〕学校法人学文館
    - 1968年開学。

  - 東京福祉大学（伊勢崎キャンパス）〔山王町2020-1〕学校法人茶屋四郎次郎記念学園
    - 2000年旧第二中学校跡地に開学。

  - 東京福祉大学短期大学部〔山王町2020-1〕学校法人茶屋四郎次郎記念学園
    - 2006年東京福祉大学校内に開学。

### 専修学校
- 群馬自動車大学校 〔赤堀今井町1-581〕

### 高等学校
- 県立
  - 群馬県立伊勢崎高等学校 〔南千木町1670〕
  - 群馬県立伊勢崎清明高等学校 〔今泉町2-331-6〕
  - 群馬県立伊勢崎商業高等学校 〔波志江町1116〕
  - 群馬県立伊勢崎工業高等学校 〔中央町3-8〕
  - 群馬県立伊勢崎興陽高等学校 〔上泉町212〕

#### 廃校
- 県立
  - 群馬県立伊勢崎東高等学校（2007年、群馬県立境高等学校と統合し、群馬県立伊勢崎高等学校へ移行）
  - 群馬県立境高等学校（2007年、群馬県立伊勢崎東高等学校と統合し、群馬県立伊勢崎高等学校へ移行）
- 市立
  - 伊勢崎市立伊勢崎高等学校（2014年、伊勢崎市立四ツ葉学園中等教育学校へ移行に伴い廃止）

### 中学校
- 県立
  - 群馬県立みらい共創中学校
- 市立
  - 伊勢崎市立第一中学校〔茂呂町〕
  - 伊勢崎市立第二中学校〔堀口町〕
  - 伊勢崎市立第三中学校〔波志江町〕
  - 伊勢崎市立第四中学校〔下道寺町〕
  - 伊勢崎市立殖蓮中学校〔上植木本町〕
  - 伊勢崎市立宮郷中学校〔田中島町〕
  - 伊勢崎市立赤堀中学校〔西久保町〕
  - 伊勢崎市立あずま中学校〔東町〕
  - 伊勢崎市立境北中学校 - 昭和22年（1947年）開校。昭和30年（1955年）市町村合併に伴い、釆女村立釆女中学校から改称。昭和39年（1964年）境町立釆女中学校から改称。平成17年（2005年）市町村合併に伴い、境町立北中学校から改称。
  - 伊勢崎市立境西中学校 - 昭和22年（1947年）開校。昭和30年（1955年）市町村合併に伴い、剛志村立剛志中学校から改称。昭和39年（1964年）境町立剛志中学校から改称。平成17年（2005年）市町村合併に伴い、境町立西中学校から改称。
  - 伊勢崎市立境南中学校〈境〉

#### 廃校
- 伊勢崎市立南中学校〈初代〉（1965年、伊勢崎市立茂呂中学校と統合し、伊勢崎市立南中学校〈2代目、1971年、伊勢崎市立第一中学校へ改称〉へ）
- 伊勢崎市立茂呂中学校（1965年、伊勢崎市立南中学校〈初代〉と統合し、伊勢崎市立南中学校〈2代目、1971年、伊勢崎市立第一中学校へ改称〉へ）
- 伊勢崎市立名和中学校（1967年、伊勢崎市立豊受中学校と統合し、伊勢崎市立第二中学校へ）
- 伊勢崎市立豊受中学校（1967年、伊勢崎市立名和中学校と統合し、伊勢崎市立第二中学校へ）
- 伊勢崎市立北中学校（1971年、伊勢崎市立三郷中学校と統合し、伊勢崎市立第三中学校へ）
- 伊勢崎市立三郷中学校（1971年、伊勢崎市立北中学校と統合し、伊勢崎市立第三中学校へ）

### 小学校
- 市立

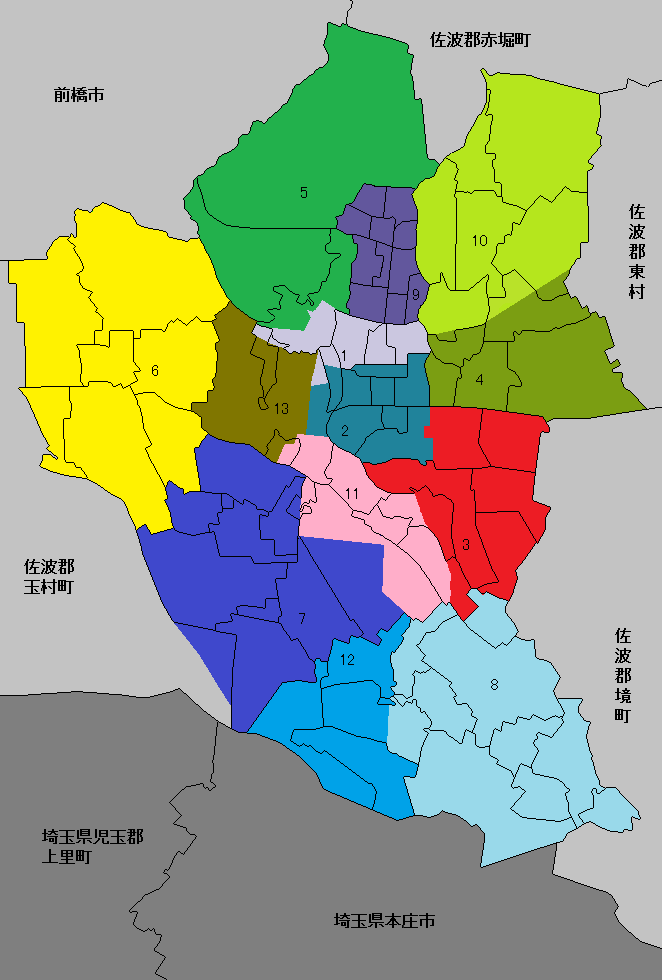
1.北小学校 2.南小学校 3.茂呂小学校 4.殖蓮小学校 5.三郷小学校 6.宮郷小学校 7.名和小学校 8.豊受小学校 9.北第二小学校 10.殖蓮第二小学校 11.広瀬小学校 12.坂東小学校 13.宮郷第二小学校

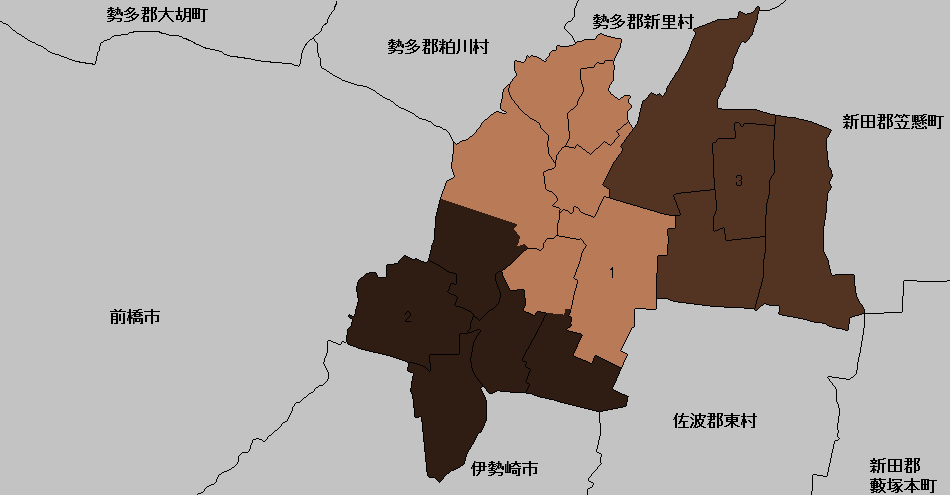
1.赤堀小学校 2.赤堀南小学校 3.赤堀東小学校

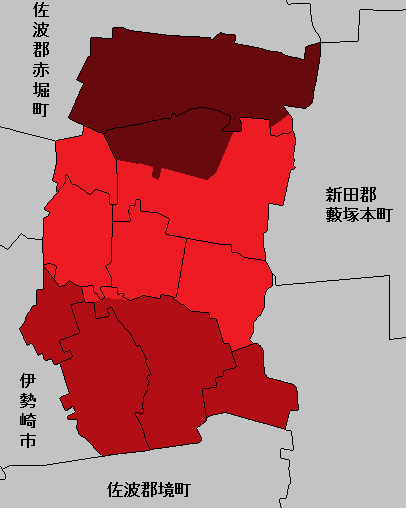
1.あずま小学校 2.あずま南小学校 3.あずま北小学校

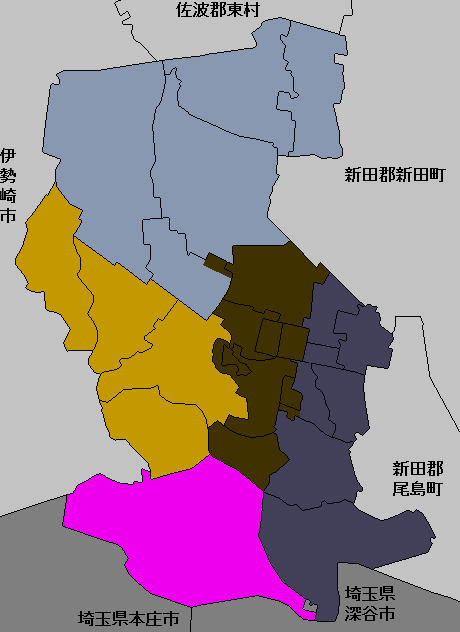
1.境小学校 2.境采女小学校 3.境剛志小学校 4.境島小学校 5.境東小学校

  - 伊勢崎市立北小学校 - 明治6年（1873年）赤石学校として開校。明治15年（1882年）旧伊勢崎城内（のちの栄町、現在の曲輪町）に移転。明治18年（1885年）佐位第一小学校に改称。明治22年（1889年）町村制施行に伴い伊勢崎町立伊勢崎小学校に改称。昭和15年（1940年）町村合併に伴い、伊勢崎市立伊勢崎小学校に改称。昭和16年（1941年）伊勢崎市立北小学校に改称。同年、国民学校となり、昭和22年（1947年）学制改革により小学校となる。
  - 伊勢崎市立南小学校 - 昭和5年（1930年）伊勢崎町立南小学校として茂呂村大字今泉（現・上泉町）に開校。昭和15年（1940年）町村合併に伴い、伊勢崎市立南小学校に改称。昭和16年（1941年）国民学校となり、昭和22年（1947年）学制改革により小学校となる。
  - 伊勢崎市立殖蓮小学校 - 明治23年（1890年）殖蓮村立植木小学校、殖蓮村立植木小学校八寸分校を統合する形で開校。昭和15年（1940年）町村合併に伴い、伊勢崎市立殖蓮小学校に改称。昭和16年（1941年）国民学校となり、昭和22年（1947年）学制改革により小学校となる。
  - 伊勢崎市立茂呂小学校 - 明治6年（1873年）茂泉小学校として改称。翌年広瀬川小学校に改称し、明治18年（1885年）粕川小学校分校となり、明治19年（1886年）佐位第八小学校に改称。明治22年（1889年）町村制施行に伴い茂呂村立茂呂小学校に改称。昭和15年（1940年）町村合併に伴い、伊勢崎市立茂呂小学校に改称。昭和16年（1941年）国民学校となり、昭和22年（1947年）学制改革により小学校となる。昭和57年（1982年）旧市立養護学校跡地に移転。
  - 伊勢崎市立三郷小学校 - 明治7年（1874年）波志江小学校として開校。明治11年（1878年）佐位第二小学校に改称。明治22年（1889年）町村制施行に伴い三郷村立安堀小学校に改称。明治23年（1890年）三郷村立三郷小学校に改称。昭和16年（1941年）国民学校となり、昭和22年（1947年）学制改革により小学校となる。昭和30年（1955年）町村合併に伴い、伊勢崎市立三郷小学校に改称。
  - 伊勢崎市立宮郷小学校 - 明治17年（1884年）那波第三小学校として開校。明治22年（1889年）町村制施行に伴い宮郷村立宮郷小学校に改称。昭和16年（1941年）国民学校となり、昭和22年（1947年）学制改革により小学校となる。昭和30年（1955年）町村合併に伴い、伊勢崎市立宮郷小学校に改称。
  - 伊勢崎市立名和小学校 - 明治18年（1885年）那波第四小学校として開校。明治22年（1889年）町村制施行に伴い名和村立名和小学校に改称。昭和16年（1941年）国民学校となり、昭和22年（1947年）学制改革により小学校となる。昭和30年（1955年）町村合併に伴い、伊勢崎市立名和小学校に改称。
  - 伊勢崎市立豊受小学校 - 明治18年（1885年）那波第五小学校として開校。明治20年（1887年）馬見塚小学校に改称。明治22年（1889年）町村制施行に伴い豊受村立豊受小学校に改称。昭和16年（1941年）国民学校となり、昭和22年（1947年）学制改革により小学校となる。昭和30年（1955年）町村合併に伴い、伊勢崎市立豊受小学校に改称。
  - 伊勢崎市立北第二小学校 - 昭和50年（1975年）伊勢崎市立北小学校から分離する形で旧北中学校跡地に開校。
  - 伊勢崎市立殖蓮第二小学校 - 昭和53年（1978年）伊勢崎市立殖蓮小学校から分離する形で開校。
  - 伊勢崎市立広瀬小学校 - 昭和54年（1979年）伊勢崎市立南小学校から分離する形で開校。
  - 伊勢崎市立坂東小学校 - 昭和52年（1982年）伊勢崎市立豊受小学校から分離する形で開校。
  - 伊勢崎市立宮郷第二小学校 - 平成13年（2001年）伊勢崎市立宮郷小学校から分離する形で開校。
  - 伊勢崎市立赤堀小学校 - 明治23年（1890年）赤堀村立西久保小学校、赤堀村立今井小学校を統合する形で開校。昭和16年（1941年）国民学校となり、昭和22年（1947年）学制改革により小学校となる。平成17年（2005年）市町村合併に伴い、赤堀町立赤堀小学校から改称。
  - 伊勢崎市立赤堀南小学校 - 平成3年（1991年）開校。平成17年（2005年）市町村合併に伴い、赤堀町立南小学校から改称。
  - 伊勢崎市立赤堀東小学校 - 平成12年（2000年）開校。平成17年（2005年）市町村合併に伴い、赤堀町立東小学校から改称。
  - 伊勢崎市立あずま小学校 - 明治6年（1873年）小保方学校として開校。明治22年（1889年）町村制施行に伴い東村立小保方小学校となる。明治23年（1890年）東村立東小学校に改称。
  - 伊勢崎市立あずま南小学校 - 昭和56年（1981年）東村立東小学校から分離する形でとして開校。昭和58年（1983年）現在地に移転。平成17年（2005年）市町村合併に伴い、東村立南小学校から改称。昭和22年（1947年）学制改革により小学校となる。平成17年（2005年）市町村合併に伴い現在の名称となる。
  - 伊勢崎市立あずま北小学校 - 昭和62年（1987年）東村立東小学校から分離する形で開校。平成17年（2005年）市町村合併に伴い、東村立北小学校から改称。
  - 伊勢崎市立境小学校
  - 伊勢崎市立境采女小学校 - 明治23年（1890年）釆女村立伊与久小学校（明治19年までは佐位第九小学校、明治17年までは伊与久学校）、釆女村立渕名小学校（明治19年までは佐位第十小学校、明治17年までは早川学校）を統合する形で開校。昭和16年（1941年）国民学校となり、昭和22年（1947年）学制改革により小学校となる。昭和30年（1955年）町村合併に伴い境町立釆女小学校に改称。平成17年（2005年）市町村合併に伴い現在の名称となる。
  - 伊勢崎市立境剛志小学校 - 明治7年（1874年）開校。明治19年（1886年）小此木小学校を合併し、武士小学校から改称。明治22年（1889年）町村制施行に伴い剛志村立剛志小学校に改称。昭和16年（1941年）国民学校となり、昭和22年（1947年）学制改革により小学校となる。昭和30年（1955年）町村合併に伴い境町立剛志小学校に改称。平成17年（2005年）市町村合併に伴い現在の名称となる。
  - 伊勢崎市立境東小学校 - 昭和33年（1958年）境町立東小学校として開校。昭和48年（1973年）現在地に移転。平成17年（2005年）市町村合併に伴い現在の名称となる。

### 中等教育学校
- 市立
  - 伊勢崎市立四ツ葉学園中等教育学校 〔上植木本町1702-1〕 - 昭和29年（1954年）伊勢崎市立女子高等学校として北小学校内（栄町、現・曲輪町）に開校。同年昭和町に移転。平成5年（1993年）男女共学化に伴い伊勢崎市立伊勢崎高等学校に改称。同年現在地に移転。平成21年（2009年）中等教育学校への移行に伴い現在の名称となる。

### 特別支援学校
- 群馬県立伊勢崎高等特別支援学校〔境492〕
  - 平成20年（2008年）群馬県立前橋高等養護学校伊勢崎分校として旧県立境高等学校跡地に開校。平成27年（2015年）単独校になったことに伴い現在の名称となる。
- 群馬県立赤城特別支援学校伊勢崎市民病院内教室〔連取本町12-1〕
  - 昭和53年（1978年）開校。翌年養護学校義務制の施行に伴い群馬県立養護学校伊勢崎病院分教室から改称。さらに翌年群馬県立東毛養護学校伊勢崎市民病院分教室から平成9年（1997年）県立東毛養護学校、県立西毛養護学校の統合により、群馬県立東毛養護学校伊勢崎分校から改称。平成27年（2015年）現在の名称となる。
- 群馬県立伊勢崎特別支援学校〔粕川町1003〕
  - 昭和33年（1958年）栄町（現・曲輪町）に開校。同年伊勢崎市立伊勢崎中学校から改称。昭和43年（1968年）旧茂呂中学校跡地に開校。昭和57年（1982年）現在地に移転。平成25年（2013年）群馬県に移管され、伊勢崎市立伊勢崎養護学校から改称。

## 郵便
日本郵便が以下の拠点（郵便局）展開している。
- 伊勢崎宮郷郵便局（田中島町1420-3）
- 伊勢崎三和郵便局（三和町2195-3）
- 伊勢崎山王郵便局（山王町64-1）
- 伊勢崎寿町郵便局（寿町150-2）
- 伊勢崎上泉郵便局（上泉町249-3）
- 伊勢崎太田郵便局（太田町893）
- 伊勢崎中央町郵便局（中央町29-2）
- 伊勢崎田中郵便局（田中町674-3）
- 伊勢崎東本町郵便局（東本町377-7）
- 伊勢崎富塚郵便局（富塚町2431）
- 伊勢崎豊受郵便局（馬見塚町1803）
- 伊勢崎豊城郵便局（豊城町1962-1）
- 伊勢崎名和郵便局（堀口町112-4）
- 伊勢崎郵便局（曲輪町36-2）
- 境伊与久郵便局（境伊与久594-7）
- 境下淵名郵便局（境下渕名2676-5）
- 境町駅前郵便局（境百々東2-14）
- 境島村簡易郵便局（境島村2565）
- 境東町郵便局（境261-1）
- 境郵便局（境下武士360-2）
- 国定郵便局（国定町2-2016-5）
- 赤堀郵便局（市場町1-35-1）
- 東小保方郵便局（東小保方町3465-7）
- 茂呂郵便局（茂呂町1-3413-1）

## マスメディア
- 上毛新聞社伊勢崎支局
- 読売新聞社伊勢崎通信部
- 東京新聞（中日新聞）伊勢崎通信部
- いせさき新聞
- いせさきFM放送（コミュニティ放送局）

## 交通

### 鉄道路線
- 東日本旅客鉄道（JR東日本）
  - ■両毛線
    - 伊勢崎駅 - 国定駅

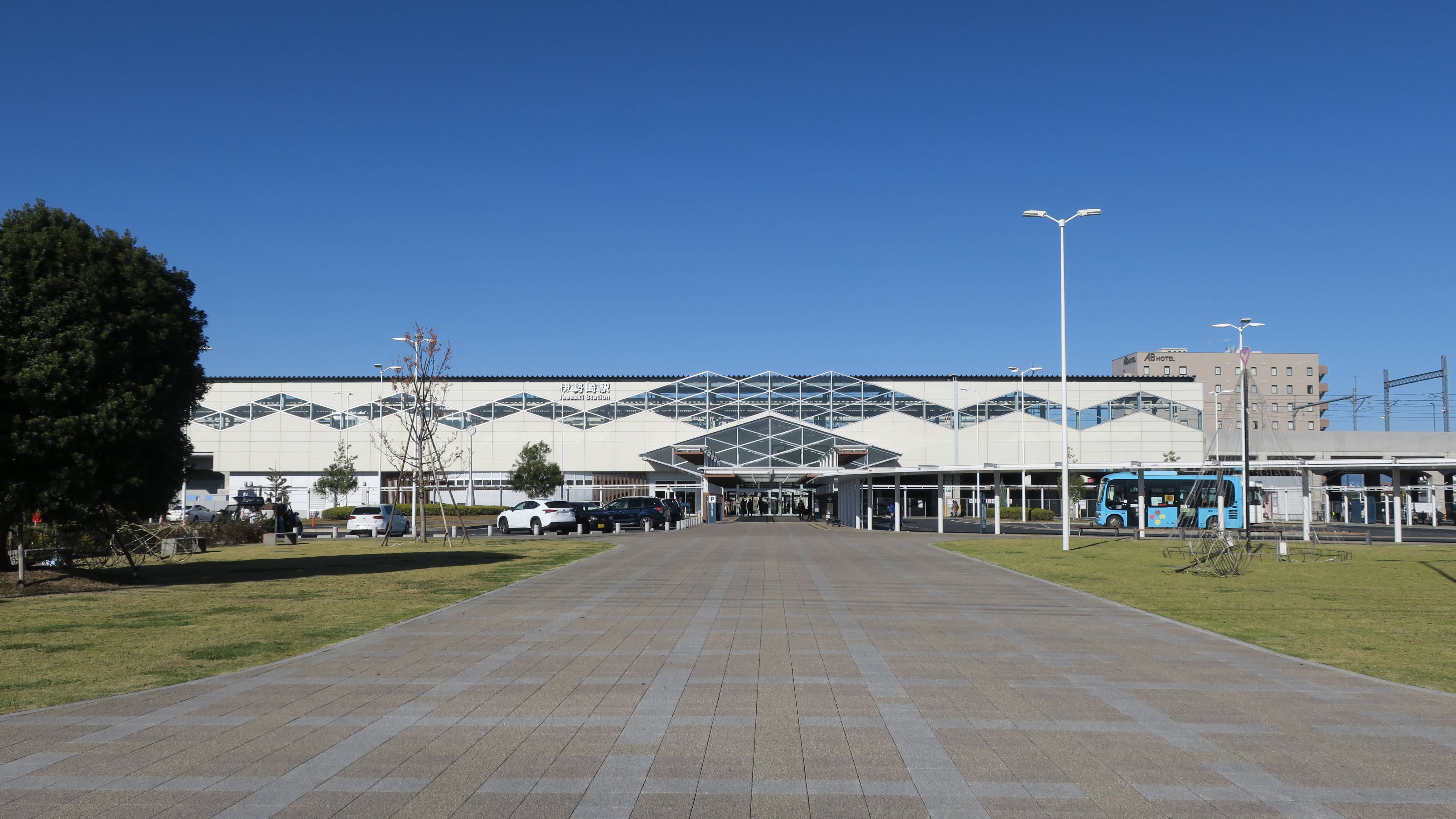
伊勢崎駅

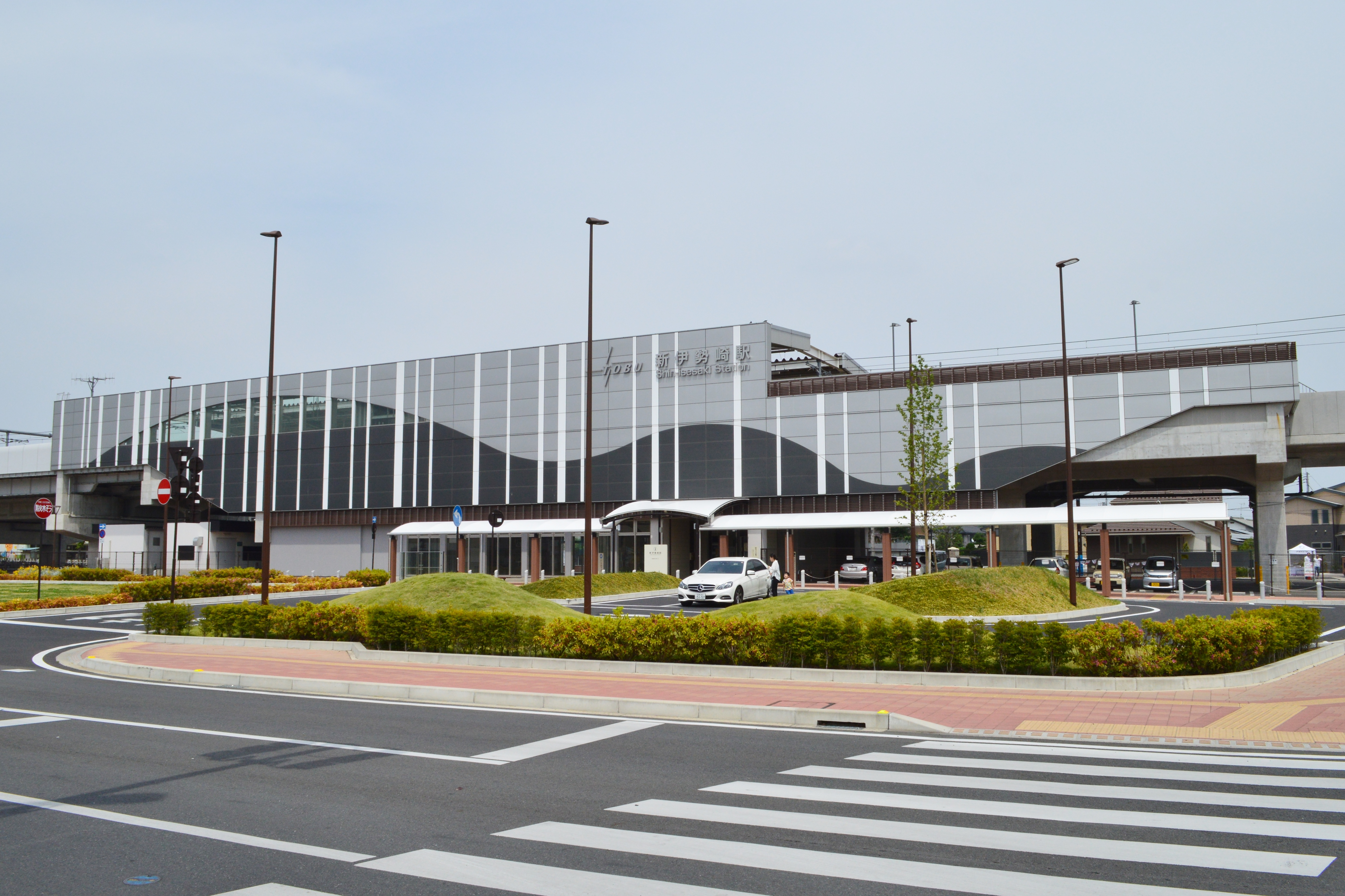
新伊勢崎駅

      - かつて伊勢崎駅 - 国定駅間に東伊勢崎駅が、国定駅 - 岩宿駅（みどり市笠懸町阿左美1500）間に間野谷駅が設置されていたが、1968年（昭和43年）に休止、1987年（昭和62年）廃止。
- 東武鉄道
  - ■伊勢崎線
    - 伊勢崎駅 - 新伊勢崎駅 - 剛志駅 - 境町駅
- 中心となる駅：伊勢崎駅、新伊勢崎駅
- その他：
  - 未成線として、1928年（昭和3年）に上毛電気鉄道による、大胡 - 伊勢崎 - 本庄間（本庄線）の計画があった。しかし、1930年（昭和5年）に昭和恐慌などにより建設中止が決まり、立ち消えになってしまった。その名残として、道路・鉄道併用橋への転換も考慮した設計だった、旧坂東大橋があった。
- 群馬県庁への連絡：伊勢崎駅より両毛線で前橋駅下車。
- 広範囲な連絡：都心方面に行く場合には、両毛線や伊勢崎線だと遠回りになるため、十王自動車（伊勢崎駅 - 本庄駅北口）や自動車等を利用して利根川を越えた埼玉県の高崎線本庄駅・深谷駅、また低料金の駐車場の多い籠原駅（熊谷市新堀713）や上越新幹線本庄早稲田駅（本庄市早稲田の杜一丁目1-1）を利用することも多い。（各駅、伊勢崎・境・東・赤堀地区から車で30 - 50分程度の所要時間）

### 道路
- 高速道路
  - 北関東自動車道伊勢崎インターチェンジ、波志江パーキングエリア（波志江スマートインターチェンジ併設）
- 一般国道
  - 国道17号（東京都中央区 - 新潟県新潟市中央区）
    - 上武道路

  - 国道50号（群馬県前橋市 - 茨城県水戸市）
  - 国道354号（群馬県高崎市 - 茨城県鉾田市）
    - 東毛広域幹線道路

  - 国道462号（長野県佐久市 - 群馬県伊勢崎市）
- 県道
  - 群馬県道2号前橋館林線
  - 群馬県道14号伊勢崎深谷線
  - 群馬県道18号伊勢崎本庄線
  - 群馬県道24号高崎伊勢崎線
  - 群馬県道39号足利伊勢崎線
  - 群馬県道68号桐生伊勢崎線
  - 群馬県道73号伊勢崎大間々線
  - 群馬県道74号伊勢崎大胡線
  - 群馬県道76号前橋西久保線
  - 群馬県道102号三夜沢国定停車場線
  - 群馬県道103号深津伊勢崎線
  - 群馬県道104号駒形柴町線
  - 群馬県道142号綿貫篠塚線
  - 埼玉県道・群馬県道258号中瀬牧西線
  - 群馬県道・埼玉県道259号新野岡部停車場線
  - 群馬県道291号境木島大間々線
  - 群馬県道292号伊勢崎新田上江田線
  - 群馬県道293号香林羽黒線
  - 群馬県道295号境島村今泉線
  - 群馬県道296号八斗島境線
  - 群馬県道297号平塚境停車場線
  - 群馬県道298号平塚亀岡線
  - 群馬県道300号新伊勢崎停車場線
  - 群馬県道312号太田境東線
  - 群馬県道315号大原境三ツ木線
- 主な市道
  - 伊勢崎市道北部環状線
- 自転車専用道路
  - 群馬県道401号高崎伊勢崎自転車道線
  - 広瀬川サイクリングロード
  - 粕川サイクリングロード
  - 早川サイクリングロード

### 路線バス・コミュニティバス
- 群馬中央バス

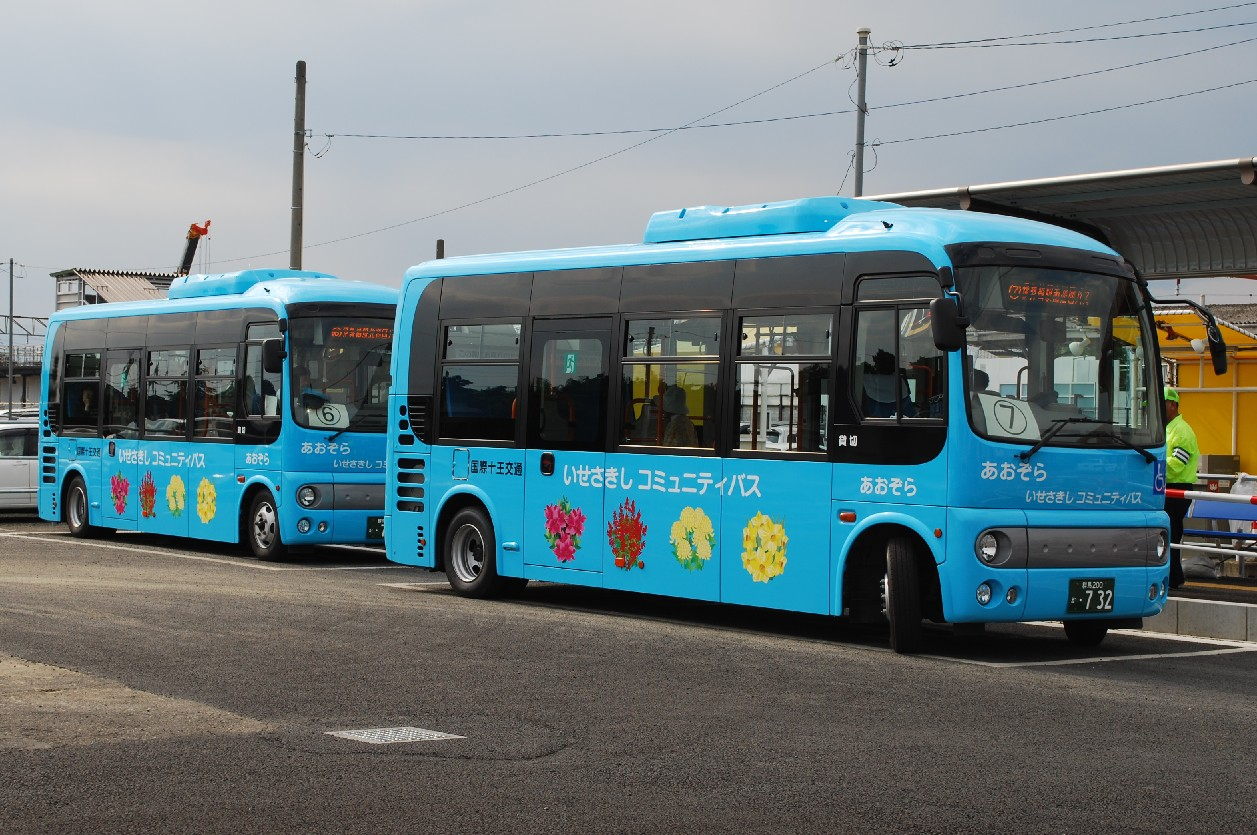
コミュニティバス「あおぞら」

  - 伊勢崎駅 - 連取 - 福島 - 県立女子大学
  - 伊勢崎駅 - スマーク伊勢崎
  - 伊勢崎市民病院北 - 前橋大島駅 - 日赤病院
- 十王自動車
  - 伊勢崎駅 - 東京福祉大学 - 堀口 - 本庄駅北口
  - 伊勢崎駅 - 東京福祉大学
- 伊勢崎市コミュニティバス「あおぞら」
- 玉村町乗合タクシー「たまりん」伊勢崎直行便
  - 伊勢崎市民病院北 - 宮子町 - 玉村町役場

### 高速バス
- JRバス関東・群馬中央バス
  - 東京・新宿 - 本庄・伊勢崎・前橋駒形線 前橋駒形（前橋市）・伊勢崎オートレース場前・伊勢崎市民病院北（高速バス乗り場）・伊勢崎まちかどステーション広瀬・アパホテル伊勢崎駅南・伊勢崎駅（南口）・伊勢崎市役所・東京福祉大学・伊勢崎市民プラザ・坂東大橋北・本庄沼和田（本庄市）・ 練馬駅（練馬区役所前）・中野坂上経由バスタ新宿（新宿駅新南口）行き
- 日本中央バス
  - シルクライナー（東毛・京都経由便）：：伊勢崎・波志江高速バス停留所、伊勢崎駅北口乗り場発着。京都駅八条口（新都ホテル前）・大阪OCAT行き
  - シルクライナー（東毛・奈良経由便）：伊勢崎・波志江高速バス停留所、伊勢崎駅北口乗り場発着。金山駅南口・名古屋駅太閤通口・奈良ロイヤルホテル・大阪OCAT行き
  - 仙台ライナー（夜行高速バス）：伊勢崎・波志江高速バス停留所、伊勢崎駅北口乗り場発着。仙台駅東口行き
  - 羽田空港リムジンバス：伊勢崎・波志江高速バス停留所、伊勢崎駅北口乗り場発着。羽田空港行き

## 名所・旧跡
- 田島弥平旧宅 - 国の史跡、世界遺産「富岡製糸場と絹産業遺産群」構成遺産。
- 国定忠治の墓
- 華蔵寺
- 五郎神社
- 退魔寺
- 柴宿
- 小畠武堯墓所（善應寺）
- 鶴巻古墳
- 華蔵寺のキンモクセイ - 国の天然記念物

### 上毛かるた関連
- 伊勢崎織物会館
- 旧時報鐘楼―伊勢崎市立北小学校内。市の重要文化財。
- いせさき明治館―市の重要文化財。
- 相川考古館
- 同聚院の武家門―市の重要文化財。

## 観光スポット

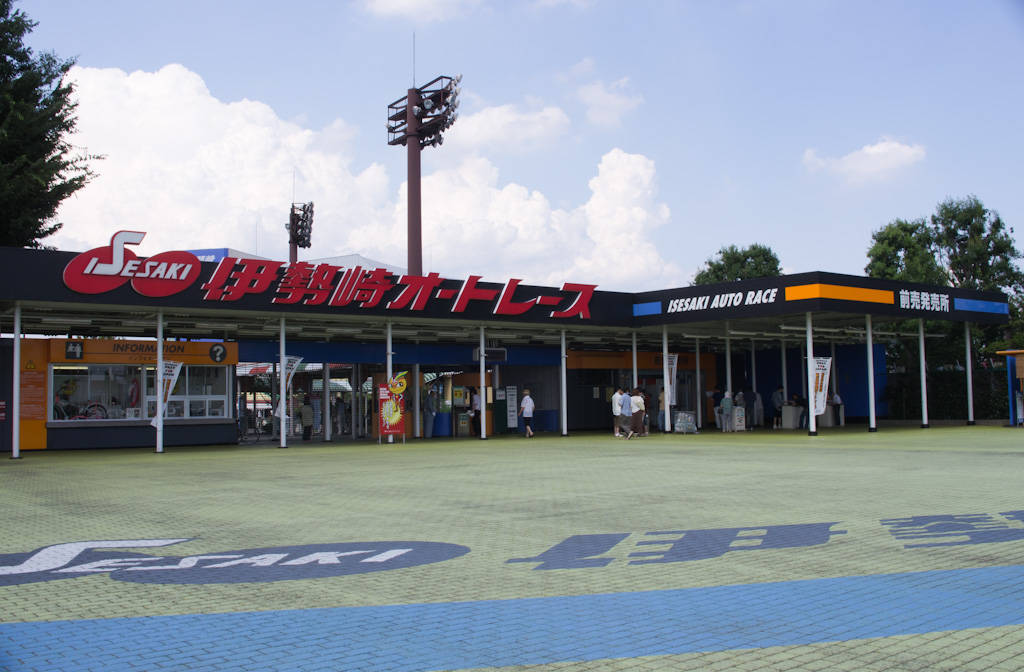
伊勢崎オートレース場

- 華蔵寺公園
- 波志江沼環境ふれあい公園
- 伊勢崎オートレース場
- 波志江沼

## 祭事・催事
- 1月11日、初市（だるま市）、上州焼き饅祭（伊勢崎神社）
- 8月初旬、いせさき祭り
- 8月中旬、境利根川花火大会、約20,000発、三尺玉の打ち上げ
  - 2008年（平成20年）の開催中止が決定。2009年（平成21年）以降の動向は不明。
- 8月下旬、伊勢崎花火大会、約30,000発
- 10月第3土・日曜日、千本木神社秋季大祭。県重要無形民俗文化財の千本木龍頭神舞が奉納される。
- 10月 - 11月、いせさきもんじゃまつり

## 出身著名人

### あ行
- 相沢礼子 - 2003年度ミス日本コンテストグランプリ
- 青木瑠郁 - 陸上競技選手
- あだち勉 - 漫画家　あだち充の実兄。（2004年6月18日没）（56歳没）
- あだち充 - 漫画家　あだち勉の実弟。タッチなどの作者
- 天田俊明 - 俳優
- 五十嵐吉蔵 - 元衆議院議員、元群馬県会議員
- 石関貴史 - 元衆議院議員、元衆議院決算行政監視委員長[14]、元伊勢崎市議会議員（1期）、元群馬県議会議員（1期）
- 石原信雄 - 自治官僚、元内閣官房副長官（事務担当）（2023年1月29日没）（96歳没） ※旧境町出身
- イセドン内村 - AV男優
- 礒干彩香 - アイドル、女性アイドルグループのあかぎ団のメンバー
- 板垣好樹 - 俳人（1993年6月26日没）（59歳没）
- 井野俊郎 - 衆議院議員、元防衛副大臣兼内閣府副大臣、元伊勢崎市議会議員（1期）
- 岩尾光代 - ジャーナリスト
- 生形理菜 - ミュージカル女優
- 大島秀夫 - プロサッカー選手
- 岡野勝俊 - 元アマチュア野球選手

### か行
- かわいタクト - お笑い芸人（ふぁのシャープ）
- 川端清策 - 生物学者、高崎経済大学元学長
- 菊池俊彦 - 歴史学者、北海道大学名誉教授
- 北爪弘子 - 柔道家 ※旧赤堀町出身
- 木村穂乃 - NHKアナウンサー
- 栗原正峰 - 書家
- 栗原寿 - back numberのドラムス
- 小暮英三郎 - 元貴族院議員、元群馬県会議員、元三郷村長
- 小島和也 - back numberのベース・コーラス
- 小日向ゆか - グラビアアイドル、ファッションモデル

### さ行
- 塩尻和也 - 陸上競技長距離走・リオデジャネイロオリンピック 3000メートル障害日本代表 ※旧境町出身
- しまだしゃちょー - 実業家、社会貢献家タレント、勝手に群馬応援大使「ぐんマニア」
- 昭和こいる - 漫才師・昭和のいる・こいる（2021年12月30日没）（77歳没）
- 春風亭勢朝 - 落語家
- 杉田敦 (政治学者) - 政治学者、法政大学教授
- 鈴木惣太郎 - 東京讀賣巨人軍初代球団総務、スポーツライター（1982年5月11日没）（92歳没）
- 諏訪利成 - 陸上競技長距離走・マラソン元選手、現指導者 ※旧佐波郡東村出身
- 膳桂之助 - 元貴族院議員、第1次吉田内閣国務大臣（初代経済安定本部総務長官、初代物価庁長官）、日本団体生命保険元社長

### た行
- 高橋貢 - オートレーサー
- 高橋秀人 - プロサッカー選手、元日本代表
- 田島雄一 - 第72代群馬県議会議長、山本一太の義兄
- 田村花恋 - 舞台女優
- 田村芽実 - 舞台女優・歌手、元アンジュルムメンバー

### な行
- 中島祐八 - 元衆議院議員、元群馬県会議員
- 長野千紘 - ミュージカル女優
- 庭山英雄 - 法学者（2017年7月11日没）（88歳没）

### は行
- 細谷圭 - プロ野球選手 ※旧境町出身
- 堀田あきお - 漫画家
- 本間三郎 - 元衆議院議員
- 本間千代吉 (初代) - 元貴族院議員、元群馬県会議員
- 本間千代吉 (2代) - 元貴族院議員

### ま行
- 真下佐登史 - 元プロサッカー選手、サッカー指導者
- 松本典子 - アイドル・タレント ※東京都昭島市生まれ、伊勢崎市育ち
- 丸山元気 - 騎手
- ミスター・ポーゴ - プロレスラー（2017年6月23日没）（66歳没）
- 三谷哲也 - 囲碁棋士
- 峰岸純夫 - 歴史学者、日本中世史、東京都立大学 (1949-2011)名誉教授
- 森村隆行 - 東京都議会議員

### や行
- YASU - ラジオパーソナリティ
- 安井佑輝 (CHARCOAL FILTER) - ベーシスト ※東京育ちだが、出生地は伊勢崎市
- 矢内雄一郎 - テレビ東京アナウンサー[15]
- 吉田孝 - 声優

### わ行
- 若林佐喜子 - よど号グループのメンバー　朝鮮民主主義人民共和国平壌直轄市三石区域在住
- 和田颯 (Da-iCE) - ダンサー・俳優
- 渡辺松男 - 歌人

### 名誉市民
旧伊勢崎市名誉市民及び旧境町名誉町民を継承。
- 斎藤弥三郎
- 久保田円次
- 下城雄索
- 牛久保海平
- 石原信雄
- 田島弥太郎

## スポーツチーム
- 伊勢崎硬建クラブ - 1992年に創部した社会人野球のクラブチーム。全日本クラブ野球選手権大会で2回（1994年、2000年）優勝している。

## 伊勢崎市に関連する作品

### 映画
- 「影踏み」原作：横山秀夫、監督：篠原哲雄　キャスト：山崎まさよし（主演）、尾野真千子、北村匠海、滝藤賢一、大竹しのぶ ほか

### 楽曲
- 「ナイトイン伊勢崎（シングル版）」 - 歌手：テリー市川　作詞：礼 恭司　作曲：伴 謙介　編曲：川端マモル

### アニメーション
- 「日常」 - 原作:あらゐけいいち　※ 市内が舞台のモデルとなっている。（作中では「時定市」）。